# Murrhardt

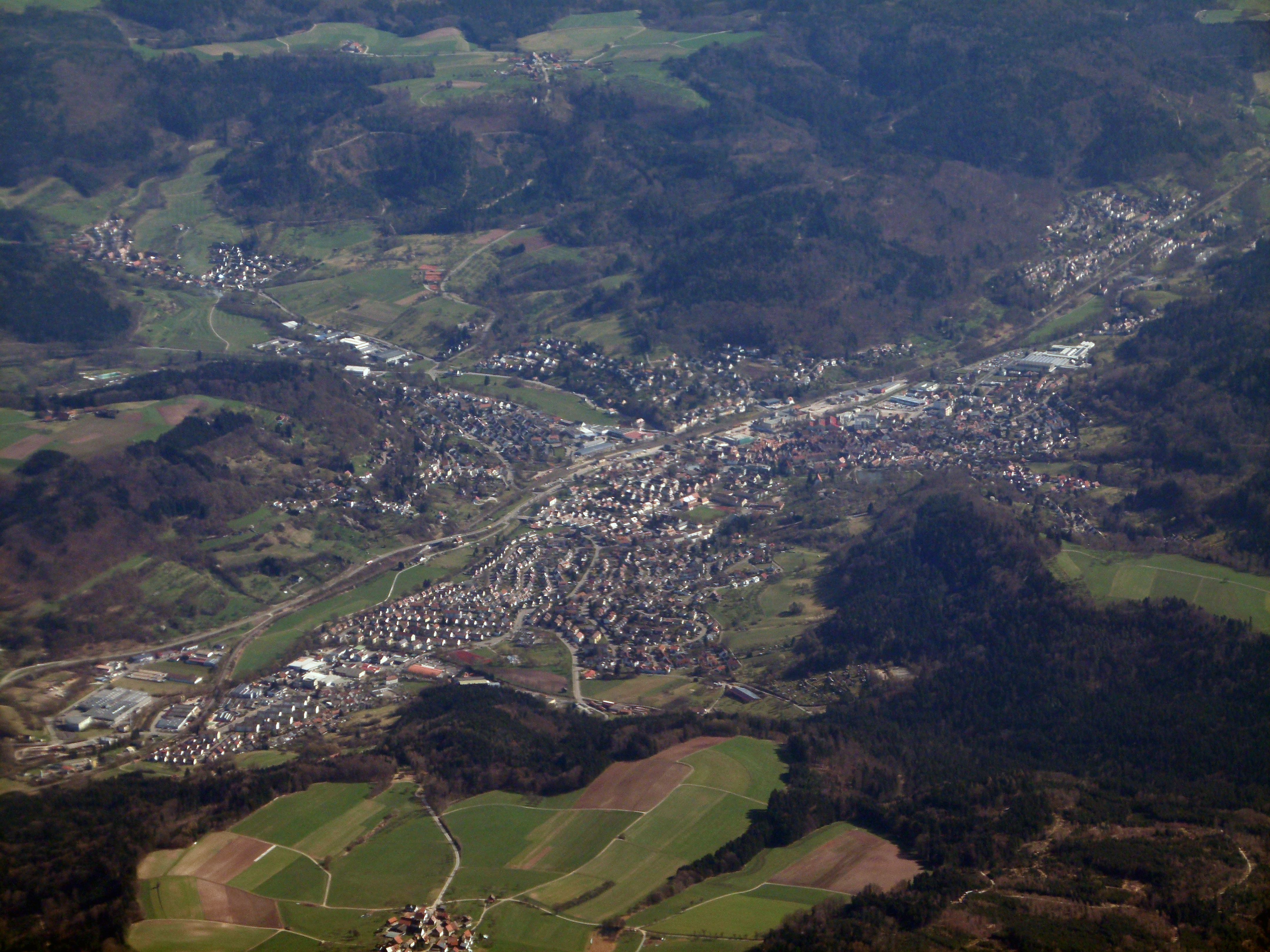
Luftbild von Murrhardt

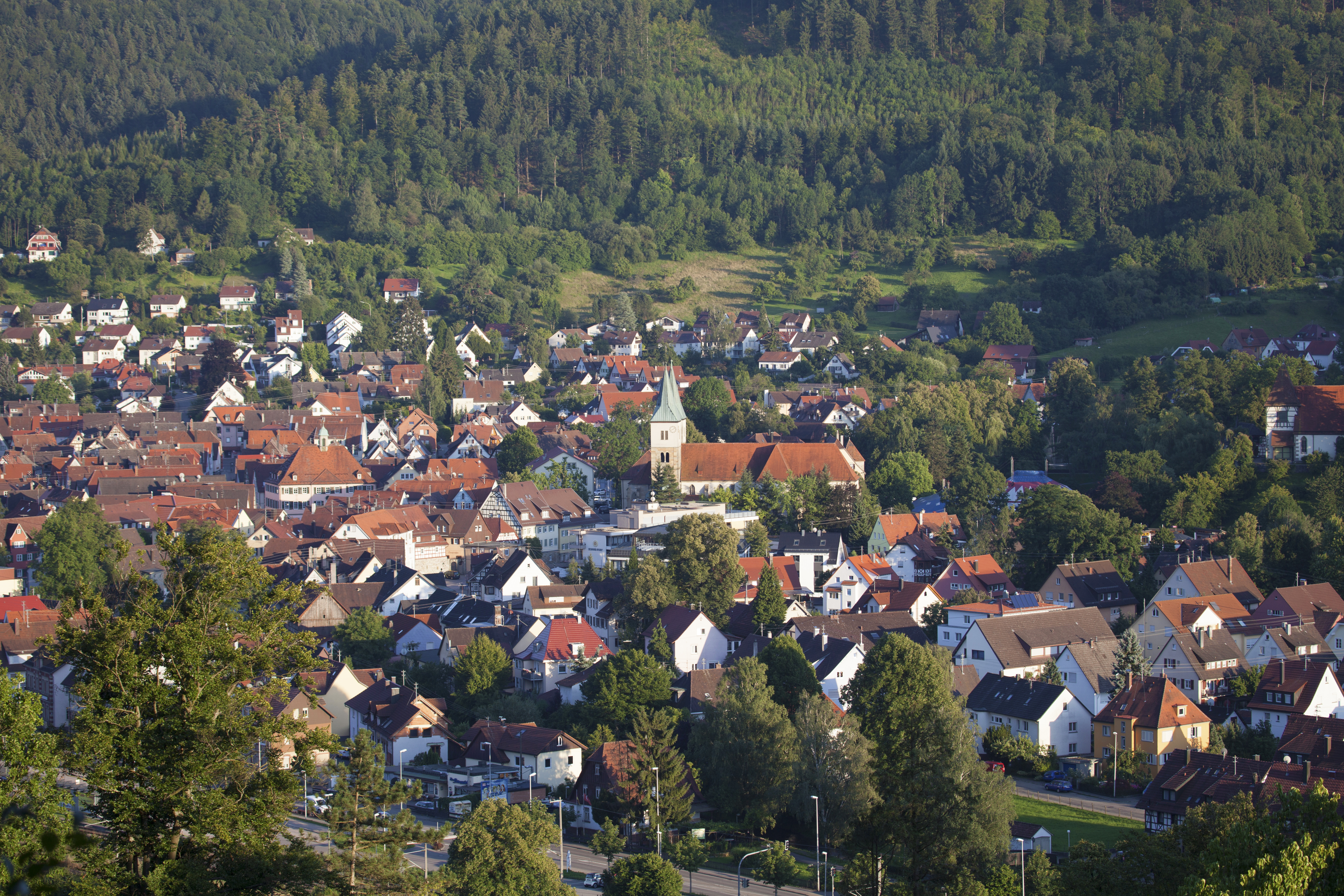
Murrhardt

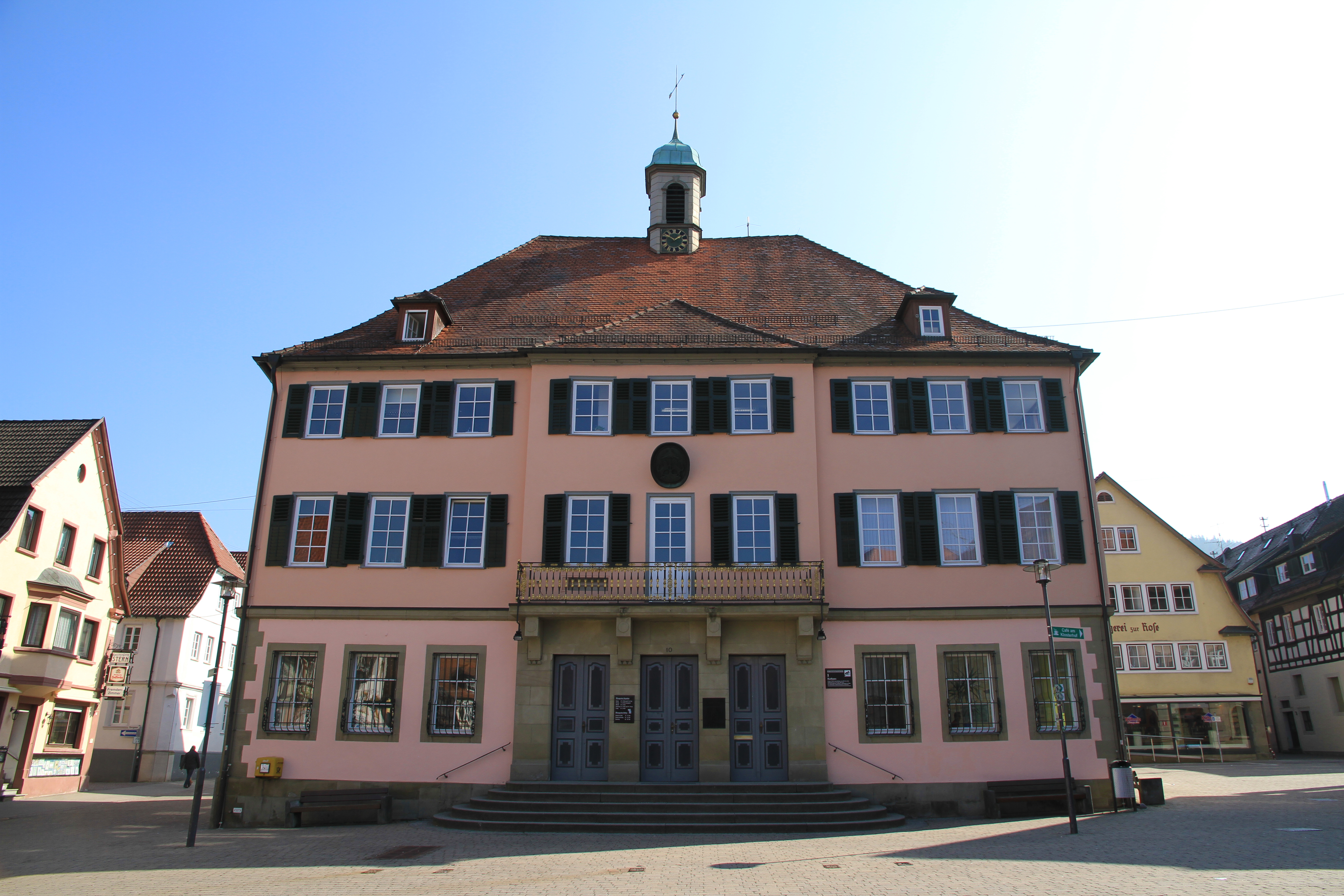
Rathaus Murrhardt

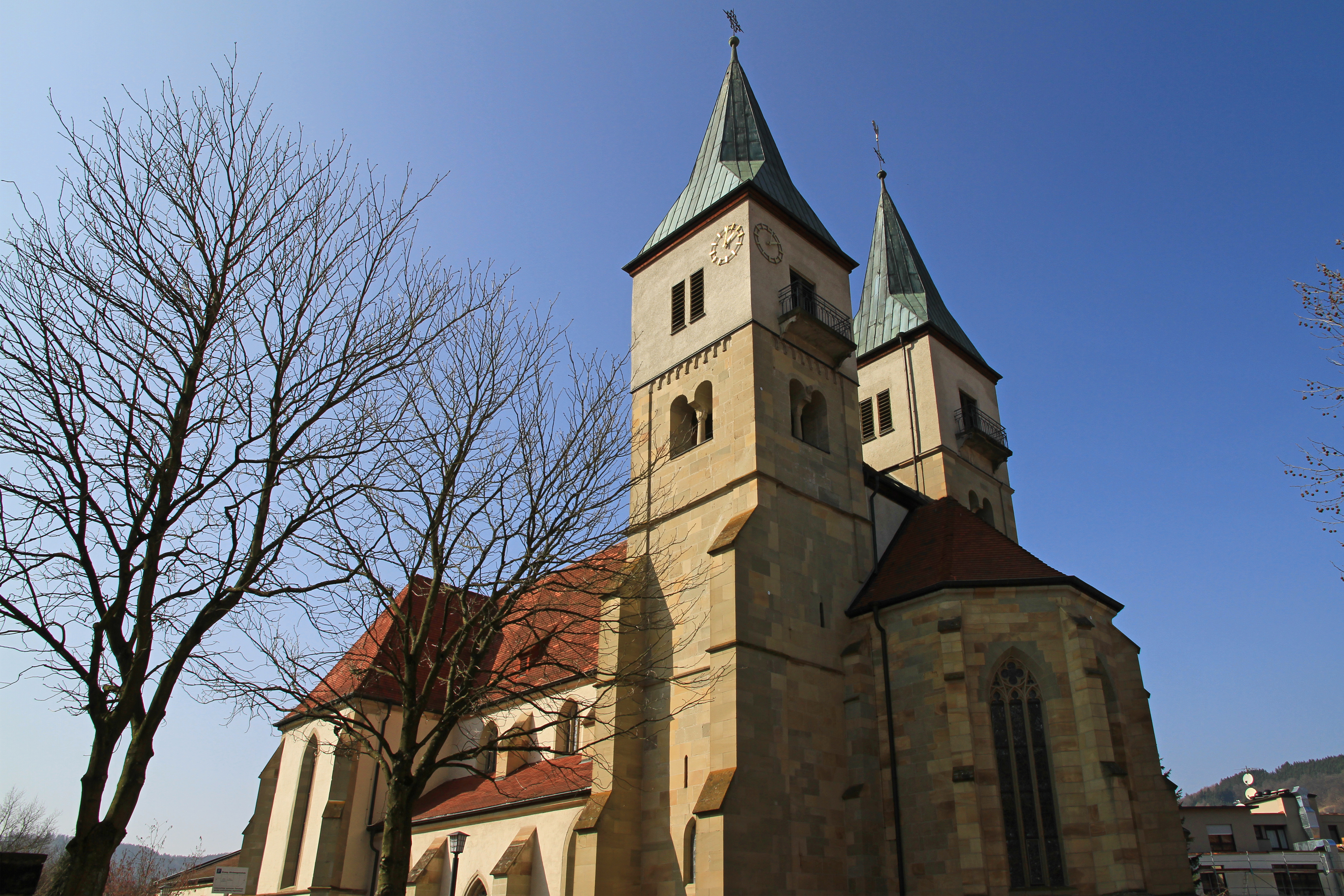
Stadtkirche Murrhardt

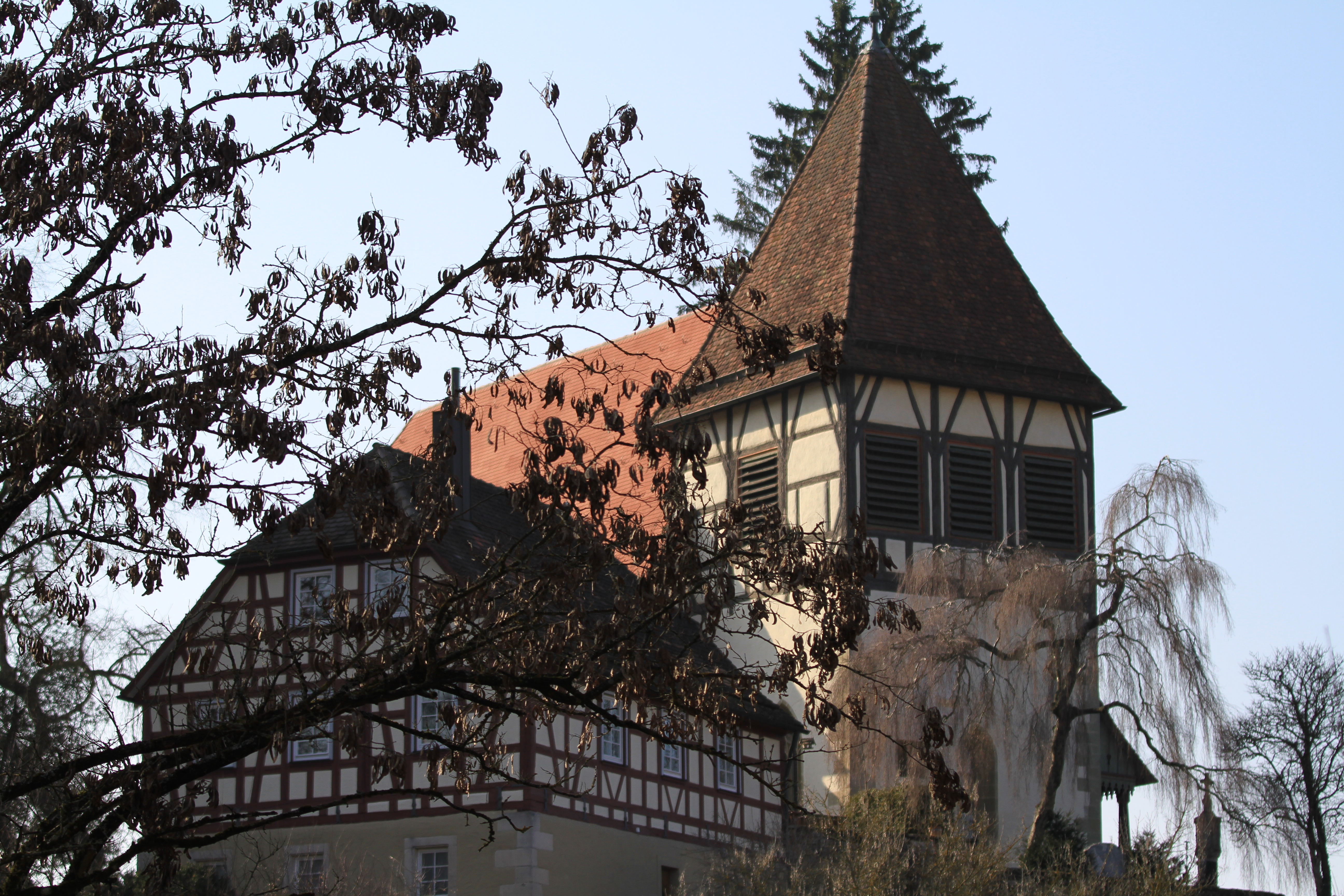
Walterichskirche

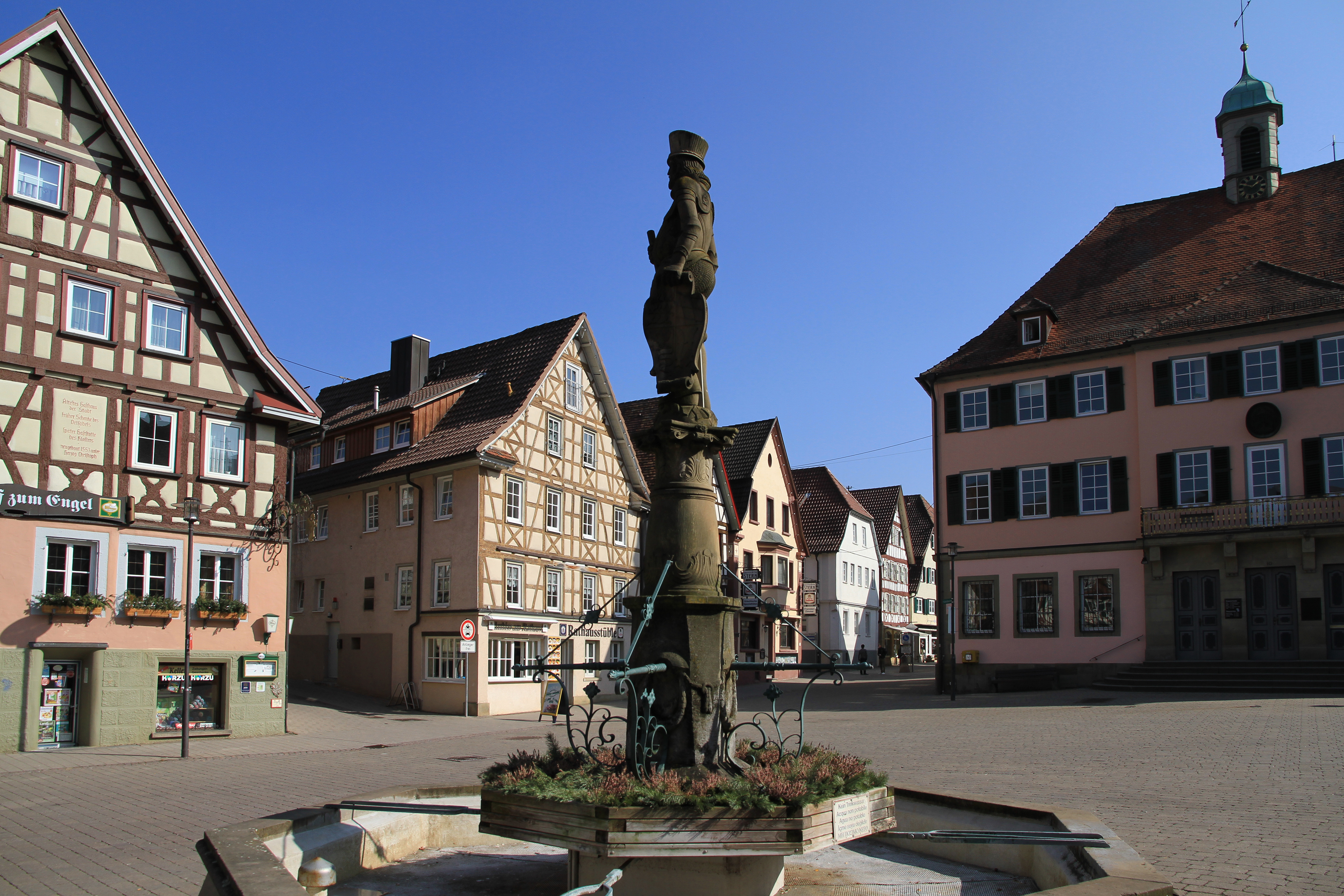
Marktplatz Murrhardt

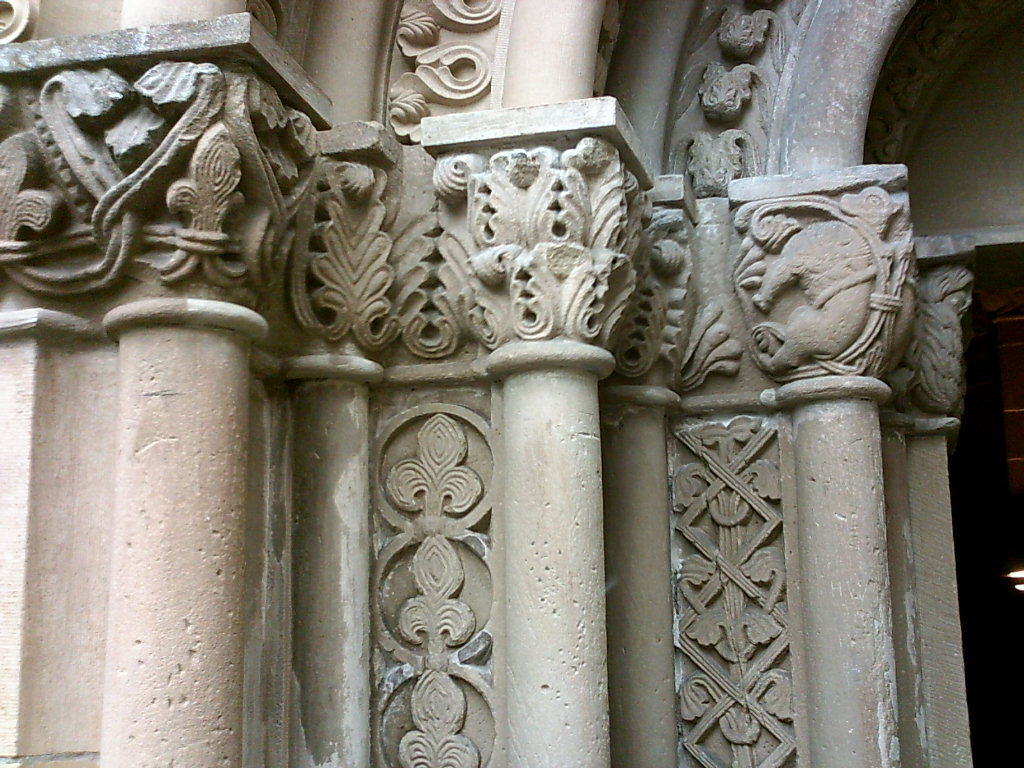
Detail des Türschmucks der Walterichskapelle

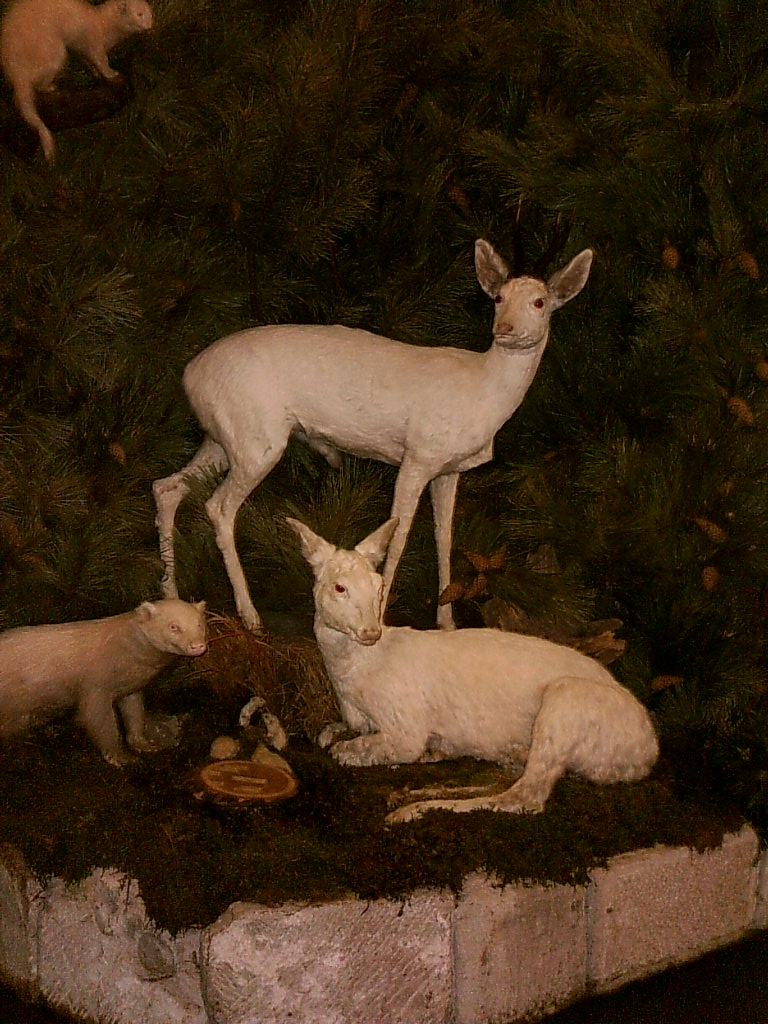
Albino-Tierpräparate im Carl-Schweizer-Museum

Murrhardt ist eine Kleinstadt im Rems-Murr-Kreis, ca. 40 km nordöstlich von Stuttgart im Schwäbisch-Fränkischen Wald an der Idyllischen Straße, der Bahnstrecke Waiblingen–Schwäbisch Hall-Hessental. Sie gehört zur Region Stuttgart (bis 1992 Region Mittlerer Neckar) und zur europäischen Metropolregion Stuttgart. Die am Oberlauf der Murr gelegene Stadt ist Sitz des Naturparkzentrums Schwäbisch-Fränkischer Wald.

## Geographie

### Geographische Lage
Das Stadtgebiet von Murrhardt hat Anteil an den Naturräumen Schwäbisch-Fränkische Waldberge sowie Schurwald und Welzheimer Wald. Der Siedlungsschwerpunkt liegt in der zentralen Kleinstadt Murrhardt in der breiten Talachse des Murrtals, an das sich nördlich der südliche Teil des Mainhardter Waldes („Vorderer Mainhardter Wald“) anschließt und südlich der nach der Kleinstadt benannte Murrhardter Wald, im östlichen Teil der Kirnberger Wald, alle vier sind Unterräume der Schwäbisch-Fränkischen Waldberge.

### Nachbargemeinden
Von Süden beginnend grenzen im Uhrzeigersinn Kaisersbach, Althütte, Auenwald, Sulzbach an der Murr, Großerlach und im Landkreis Schwäbisch Hall Oberrot und Fichtenberg sowie Gschwend im Ostalbkreis.

### Höhenangaben
Bahnhof Murrhardt: 289 m ü. NN, Kläranlage Murrhardt: 279 m ü. NN, Bahnhof Fornsbach: 320 m ü. NN, Waldsee Fornsbach: 350 m ü. NN, Riesberg: 490 m ü. NN, Kirche in Kirchenkirnberg: 450 m ü. NN, Hoblersberg: 539,9 m ü. NHN, Steinhäusle: 550 m ü. NN.

### Stadtgliederung
Stadtteile sind Murrhardt, Fornsbach und Kirchenkirnberg. Diese entsprechen den Gemarkungen und den ehemaligen Gemeinden bzw. der Stadt Murrhardt in ihren Grenzen vom 30. Juni 1971:
| Gmkg.- schl. | Gemarkung       | Fläche in ha | Bevölkerung Zensus 2011-05-09 | WGS84                       | Anzahl Fluren |
| ------------ | --------------- | ------------ | ----------------------------- | --------------------------- | ------------- |
| 081200       | Murrhardt       | 4.480,26     | 10.937                        | 48° 59′ 2″ N, 9° 35′ 8″ O   | 15            |
| 081201       | Fornsbach       | 1.519,32     | 01.752                        | 48° 57′ 59″ N, 9° 37′ 59″ O | 04            |
| 081202       | Kirchenkirnberg | 1.107,80     | 00.923                        | 48° 57′ 13″ N, 9° 39′ 50″ O | 05            |

Die drei Gemarkungen werden in insgesamt 24 Fluren untergliedert, die in jeder Gemarkung ab 0 fortlaufend nummeriert sind, aber auch Namen tragen:
| Gemarkung Murrhardt | Gemarkung Fornsbach                                     | Gemarkung Kirchenkirnberg                                                   |
| --- | ------------------------------------------------------- | --------------------------------------------------------------------------- |
| - Murrhardt - Harbach - Hausen - Hinterbüchelberg - Hintermurrhärle - Hördthof - Käsbach - Karnsberg - Kieselhof - Klingen - Köchersberg - Siebenknie - Siegelsberg - Steinberg - Vorderwestermurr - Waltersberg | - Fornsbach - Hinterwestermurr - Mettelberg - Schloßhof | - Kirchenkirnberg - Gänshof - Mettelbach - Oberneustetten - Unterneustetten |

Auf dem Gebiet der Stadt Murrhardt liegen 76 separate Ortsteile (Dörfer, Weiler, Höfe und Häuser).

#### Vor der Gemeindereform
- Zur Stadt Murrhardt im Gebietsstand vom 30. Juni 1971 gehörten neben der Stadt selbst die Weiler Eulenhöfle (früher auch Prommersberg[9] genannt), Gaisbühl, Harbach, Hasenhof, Hausen, Hinterbüchelberg, Hintermurrhärle, Hördthof, Hoffeld, Käsbach, Karnsberg, Kieselhof (früher auch Meulenberg), Klingen, Köchersberg, Lutzensägmühle, Sauerhöfle, Schwammhof, Siebenknie, Siegelsberg, Steinberg, Vordermurrhärle, Vorderwestermurr, Wacholderhof, Waltersberg und Wolkenhof, die Höfe Berghöfle, Braunhalde, Ebene, Gutmachhof, Hördter Mühle, Klettenhöfle, Raithöfle, Schwarzenmühle, Spechtshof und Winterhaus, die Wohnplätze Almsiedlung, Eisenschmiedmühle, Hammerschmiede, Hirschkeller, Hirschsägewerk, Hohenstein, Jägerhof, Lammwirtschaft, Sommerhaus, Untere Schafscheuer, Wahlenmühle, Westermurrer Mühle und Westermurrer Sägmühle.
- Zur ehemaligen Gemeinde Fornsbach gehörten das Dorf Fornsbach, die Weiler Harnersberg, Hinterwestermurr, Mettelberg, Neuhaus und Schloßhof sowie die Wohnplätze Am Waldsee, Beilsbach, Obere Mettelberger Sägmühle, Schloßhöfer Sägmühle und Untere Mettelberger Sägmühle.
- Zur ehemaligen Gemeinde Kirchenkirnberg gehörten das Dorf Kirchenkirnberg, die Weiler Gänshof, Gärtnershof, Göckelhof, Mettelbach (bisweilen wird zwischen Ober- und Untermettelbach unterschieden), Oberneustetten, Spielhof, Täle, Tiefenmad, Unterneustetten, die Höfe Mutzenhof und Schloßmühle sowie die Wohnplätze Leukers, Marxenhof, Reute, Vögelesreute und Wiesenhof.

Siehe auch: Liste der Orte im Rems-Murr-Kreis mit dort erkennbaren kleineren Veränderungen des Ortsbestands an der Stadtgrenze zu Kaisersbach.

#### Wüstungen
Im Westen der Gemarkung Fornsbach liegt die abgegangene Beilsbachsägmühle und die Hunnenburg. Auf der Gemarkung von Kirchenkirnberg liegen die abgegangenen Orte Bullmertshütte, Spielwald, Mettelchristbach und, nicht mit Sicherheit belegt, der Mettelbachhof. Auf der Gemarkung Murrhardt liegen die abgegangenen Orte Blindweiler, Bollhof, Harbacher Sägmühle, Hinterbüchelberger Sägmühle, Hörschbachmühle, Mehlhaus, Obere Schafscheuer, Streitweiler und das Weißgehrenhöfle.

### Flächenaufteilung
Nach Daten des Statistischen Landesamtes, Stand 2014.

### Klima
|                        | Jan   | Feb  | Mär  | Apr  | Mai   | Jun   | Jul  | Aug   | Sep  | Okt  | Nov  | Dez   |   |         |
| Mittl. Temperatur (°C) | −0,8  | 0,4  | 3,5  | 7,3  | 11,7  | 15,0  | 16,7 | 15,9  | 13,0 | 8,5  | 3,5  | 0,0   | ⌀ | 7,9     |
|                        |       |      |      |      |       |       |      |       |      |      |      |       |   |         |
| Niederschlag (mm)      | 104,3 | 86,3 | 92,9 | 87,7 | 108,6 | 113,1 | 96,6 | 100,1 | 75,1 | 84,4 | 97,3 | 109,0 | Σ | 1.155,4 |

|  |

|  |

|  |

|  |

|  |

|  |

|  |

|  |

|  |

|  |

|  |

|  |

|  |

|  |

|  |

|  |

|  |

|  |

|  |

|  |

|  |

|  |

|  |

|  |

## Geschichte

### Urzeit und prähistorische Funde
Im südlich der Stadt beginnenden Murrhardter Wald, einem Teil des württembergischen Keuperberglandes, wurden in ehemaligen Steinbrüchen fünf 200 Millionen Jahre alte, versteinerte Schildkröten dreier verschiedener Arten entdeckt. Eine davon, „Murrhardtia staeschei“, begründete eine neue Gattung, die nach dem Fundort benannt wurde. Es hieß, es handele sich bei der Art mit großer Wahrscheinlichkeit um den ersten Vertreter der Australochelidae in der Paläarktis. Im Nachhinein erwies sich die Annahme, es wäre eine neue Gattung, jedoch als Irrtum.
Um die Zeit des Zweiten Weltkrieges wurde im Ortsteil Köchersberg der „Murrhardter Dinosaurier“ gefunden, der 2007 erstmals als Präparat auf der Stuttgarter Landesausstellung „Saurier – Erfolgsgeschichte der Evolution“ gezeigt wurde. Es ist das erste und bisher einzige Exemplar einer Art des Aetosaurus, das eine Länge von fast zwei Metern erreicht.

### Etymologie des Stadtnamens
Der älteste überlieferte Name der Stadt ist „Murrahart“; er bedeutet „Weidewald an der Murr“. Der Name des Flusses Murr geht auf ein Wort für Moor, Morast, Sumpfland zurück. Die Ortsnamensendung -hardt bedeutet ‚Bergwald‘, ‚bewaldeter Hang‘.

### Römerzeit (Vicus Murrensis)
Die Anfänge der Stadt Murrhardt liegen in der Römerzeit, als 161 n. Chr. die römische Reichsgrenze aus dem Tal des Neckars nach Osten auf die noch unwirtlichen Höhen des Schwäbischen Waldes verlegt wurde. Die römischen Kastellgründungen waren Keimzellen zahlreicher neuer Siedlungen wie Lorch, Welzheim, Mainhardt, Öhringen und eben Murrhardt. Von zahlreichen Wachttürmen aus überwachten damals römische Hilfstruppen zwischen den Kastellen die breite Grenzschneise durch den unberührten Urwald.
„Vicus murrensis“ – so die lateinische Bezeichnung für das damalige Dorf an der Murr – gehörte als Teil des Dekumatenlands der römischen Provinz Germania superior an und war meist von einer keltisch-germanischen Mischbevölkerung besiedelt.
Der Limes – seit 2005 UNESCO-Weltkulturerbe – zieht sich mitten durchs Stadtgebiet. Das Römerkastell der 24. Kohorte römischer Legionen (XXIIII COH VCR) ist im Südosten der Altstadt nachgewiesen, aber wegen Überbauung (Bereich früheres Wohnhaus der Familie Losch) nicht mehr sichtbar. Römerkastelle mussten immer 30 Meter oberhalb eines Flusslaufes errichtet werden.
Bei Erdaushubarbeiten wurden im September 2010 am Ostrand der heutigen Stadtmitte Überreste eines römischen Gebäudes entdeckt. Die ergrabenen Reste der Badeanlage liegen etwa 10 Höhenmeter tiefer als das Kastell der 24. Kohorte. Hypokausten deuten auf eine Badeanlage hin. Eine Kohorte entspricht einem jetzigen Bataillon = 4 Kompanien mit 150 Mann. Die Bauarbeiten waren bis November 2010 eingestellt, damit das Gelände durch Archäologen eingehend untersucht und dokumentiert werden konnte.
Ein rekonstruierter Römerturm befindet sich 5 km nördlich der Stadt bei Grab, mehrere Reste des Limes sind in der näheren Umgebung (Gewann Linderst) sichtbar. Reste des Vicus datieren auf 162 n. Chr. (Holzbrunnen). Auf dem Walterichsberg, auf dem sich heute die Walterichskirche befindet, stand zu römischen Zeiten ein Tempel zu Ehren von Mithras, einem von römischen Soldaten häufig verehrten Gott (dem Ursprung nach ein persischer Sonnengott), sowie eine Jupitersäule. Von diesem Denkmal sind einige Reste erhalten, unter anderem die einzige nördlich der Alpen gefundene Darstellung der kapitolinischen Wölfin mit Romulus und Remus. Diese befindet sich heute im Carl-Schweizer-Museum.
Der Limes, eine Demonstration der römischen Macht und schnurgerade durch die Landschaft gezogen, diente zur Sicherung der römischen Handelsstraße im Remstal, die Mainz und Augsburg verband. Im Jahre 233 wurden Teile der Befestigungsanlagen erstmals bei einem Überfall von den Alemannen zerstört (Durchbruch bei Siegelsberg), aber danach wieder aufgebaut. Um 260 n. Chr. überrannten die Alemannen das gesamte rechtsrheinische Gebiet und zerstörten auch die Limesbefestigungen in Murrhardt.
Nach dem Sieg der Franken über die Alemannen in der Schlacht von Zülpich gehörte Murrhardt ab 496 als Krongut dem Fränkischen Reich an.

### Mittelalter
Unter der Herrschaft des fränkischen Merowingerkönigs Theuderich IV. bzw. des Hausmeiers Karl Martell errichtete der Wandermönch Pirmin um 730 im Rahmen der fränkischen Christianisierung die Urkirche der Stadt mit dem Namen „St. Maria“. An ihrer Stelle steht heute die Walterichskirche, die ihren neuen Namen 1534 während der Reformationszeit erhielt.
Das ehemalige Benediktinerkloster St. Januarius (Kloster Murrhardt), das 1000 Jahre die Geschichte der Stadt prägte, geht ebenfalls auf das 8. Jahrhundert zurück. Der Frankenkönig Pippin stiftete um 750 die Urzelle St. Trinitatis; 788 wurde die Mönchszelle „cellula Murrahart“ als kleines Kloster bzw. Prior-Stelle erstmals in einer von Karl dem Großen ausgestellten Urkunde als im Besitz der Bischöfe von Würzburg erwähnt. 816/817 gründete der Abt Walterich, vom Kaiser Ludwig dem Frommen, Sohn Karls des Großen, dabei finanziell unterstützt, das Kloster während der großen karolingischen Kirchenreform; es war vielleicht keine Neugründung. Die heutige Stadtkirche Murrhardt geht auf die Klosterkirche des 9. Jahrhunderts zurück. Neben dem Kloster entwickelte sich ein Dorf.
Das Kloster hatte eigenes Münzrecht, hier wurden die so genannten Murrhardter Pfennige geprägt (1130). Um 1200 erhielt das Dorf Marktrechte. 1288 wurden Murrhardt durch Klostervogt Albrecht von Löwenstein-Schenkenberg die Stadtrechte verliehen. Die Bevölkerung lebte kärglich. Neben der Landwirtschaft und dem Kleinhandwerk entwickelten sich um Murrhardt herum später zahlreiche Glashütten. Die Holzverarbeitung war traditionell der wirtschaftliche Schwerpunkt, daher wurde die Gegend um Murrhardt im Volksmund auch „Klämmerlesgäu“ genannt.
1372 wurde auch Murrhardt von der Pest heimgesucht, wie eine Inschrift in der Walterichskirche bezeugt.

### Württembergische Herrschaft
1388 kamen Stadt und Vogteirechte über das Kloster durch Kauf an die Grafen von Württemberg.
1525 litten Stadt und Kloster schwer unter dem Bauernkrieg. Ein hällisch-limpurgischer Bauernhaufen drang gewaltsam in die Klosterbibliothek ein und vernichtete einen Großteil der wertvollen Bestände.
1534 schloss sich Herzog Ulrich von Württemberg der Reformation an. Den Klöstern gewährte er zunächst eine Sonderregelung mit Beibehaltung von Abt, Teilen des Konvents sowie der Verwaltung. Das Murrhardter Kloster war aufgehoben, nur Abt und Prior verblieben in der Funktion herzoglicher Beamter zur Verwaltung des Besitzes.
Sein Sohn, Herzog Christoph, galt als gütiger Landesvater und führte die Schulpflicht ein. Eine Statue dieses Herzogs krönte fast 250 Jahre lang einen Brunnen im Klosterhof und wurde 1790 auf den Marktbrunnen versetzt. Christoph löste 1556 mit der „Klosterordnung“ die Klöster im ganzen Land auf. Wie in anderen Klöstern wurde auch in Murrhardt eine Klosterschule eingerichtet. Die ehemalige Klosterapotheke ist eine der ältesten Apotheken Württembergs, sie heißt heute Sankt-Walterich-Apotheke.

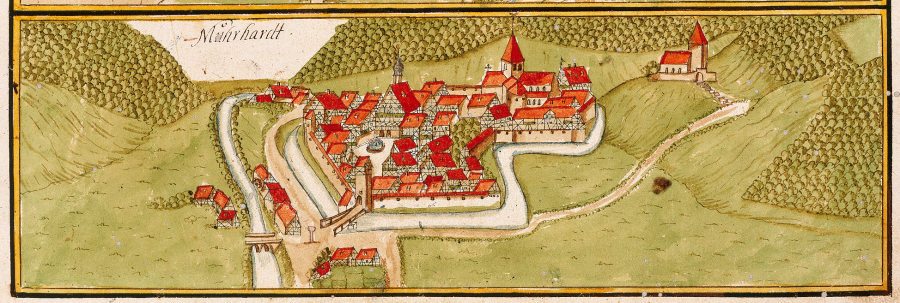
Murrhardt 1686 im Kieserschen Forstlagerbuch

Von 1556 bis 1634 bestand ein evangelisches Klosteramt. Die evangelischen „Äbte“ führten den Titel Prälat und waren Beamte des Herzogs. Ihnen stand der Klostervogt als Finanzverwalter zur Seite; er war nunmehr in Stadt und Kloster die mächtigste Person. 1574 wurde der bekannteste Klostervogt, Jakob Hofsess, wegen Veruntreuung von 7000 Gulden öffentlich durch Enthauptung hingerichtet.
Nach der Schlacht bei Nördlingen im Dreißigjährigen Krieg gelangte das Kloster unter dem berühmten „Geschichtsschreiber des Westfälischen Friedens“ Adam Adami 1635 wieder in den Besitz der katholischen Benediktiner, die es aber nach dem Westfälischen Frieden 1648 wieder räumen mussten. Das evangelische Klosteramt wurde wiederhergestellt und bestand dann weiter bis zur Säkularisation 1806.
1867 erhielt die evangelische Kirchengemeinde die frühere Klosterkirche aus Staatsbesitz übereignet. Nach umfangreichen Renovierungsarbeiten heißt sie seitdem „Stadtkirche“. Dagegen ist die Walterichskapelle bis heute in Staatsbesitz.
1765 brach in Murrhardt ein Brand aus, der sich über die hölzerne Balustrade der alten Stadtmauer schnell ausbreitete. Da die Bewohner nach Einbringung der Ernte überwiegend auf dem Markt in Ilsfeld waren, hatte der Brand verheerende Folgen. Der Wiederaufbau Murrhardts unter Herzog Carl Eugen von Württemberg und Prälat Friedrich Christoph Oetinger, teilweise im barocken Stil, prägt die Stadt bis heute. Die „barocke Lebenslust“ findet unter anderem Ausdruck in der farbigen Bemalung der noch heute bestehenden Gaststätte „Traube“. Der 1766 in die Stadt gekommene Oetinger, ein Vertreter des württembergischen Pietismus, beteiligte sich an der damals eifrig betriebenen, aber erfolglosen Suche nach Bodenschätzen in der Umgegend.
Murrhardt war seinerzeit württembergischer Amtssitz. Die Oberamtei des württembergischen Herzogs, in repräsentativem barocken Stil, befand sich gegenüber dem Rathaus. Im selben Haus nahm einst auch Madame Jacobina Schippert, eine „Freundin“ Napoleons III., Wohnung. Nach ihrer Rückkehr aus Paris führte sie als wohlhabende Besitzerin der Pariser Pferdebahn ein einsames Leben in der Stadt.
1803 heiratete der Philosoph Friedrich Wilhelm Joseph Schelling in Murrhardt Caroline Böhmer-Schlegel.

### Murrhardt als Wallfahrtsort

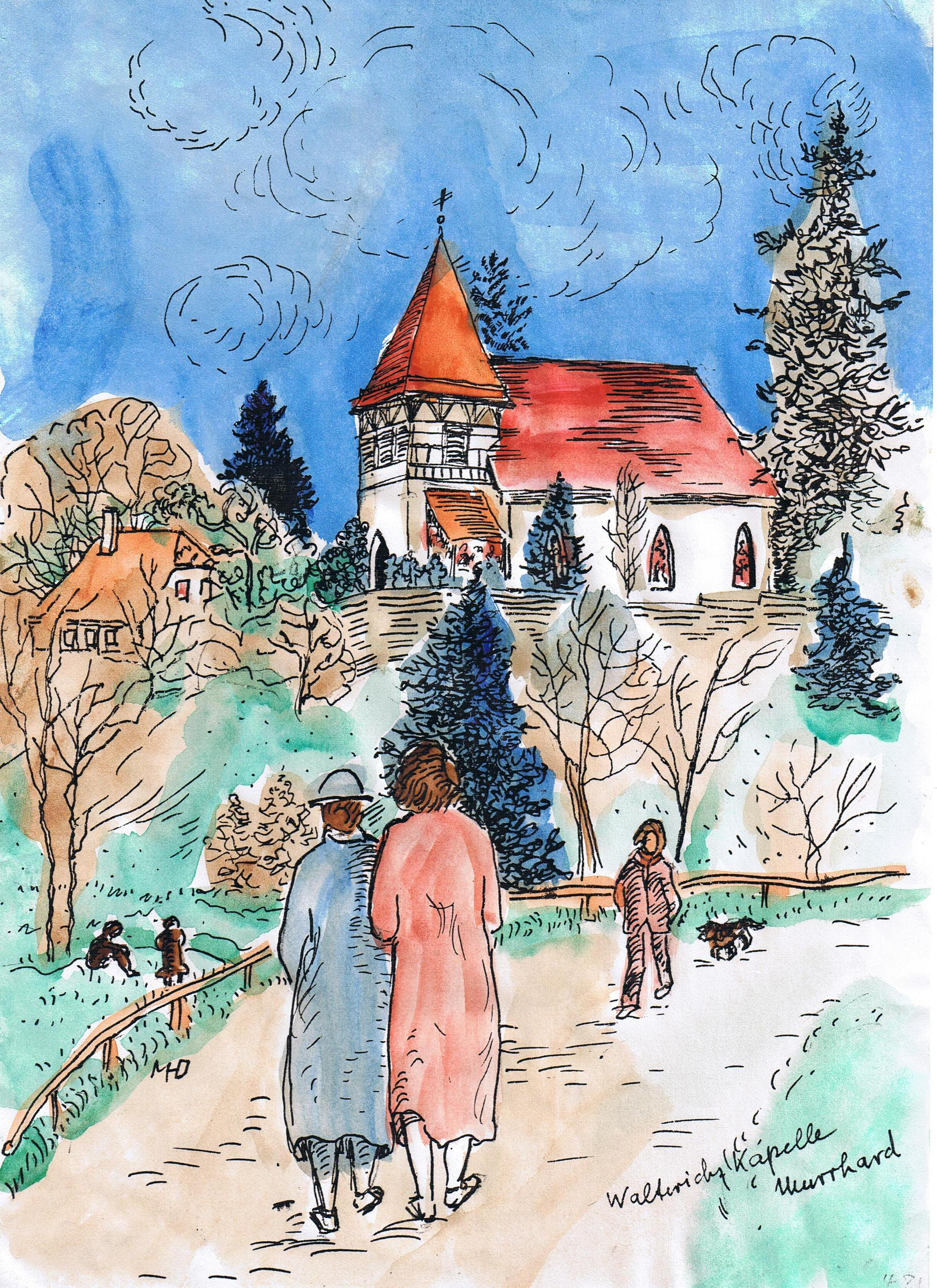
Die Walterichskirche auf einer Zeichnung von Margret Hofheinz-Döring, 1984

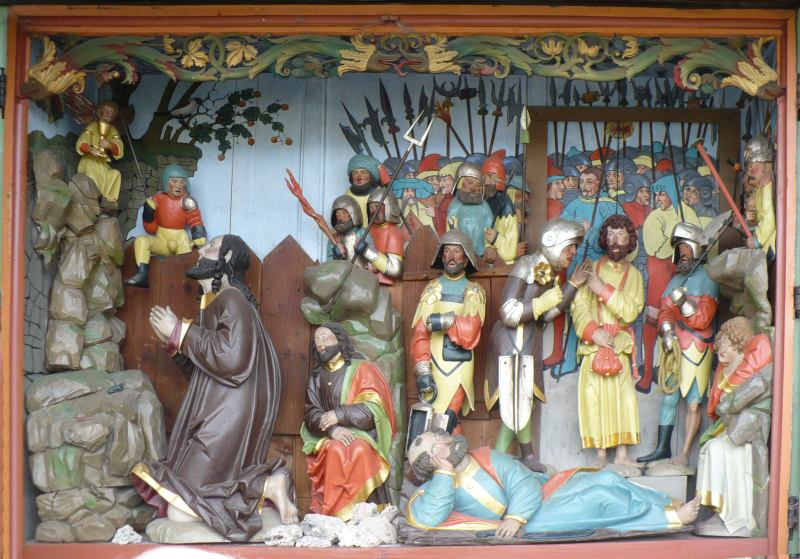
Ölberg von 1512 an der Walterichskirche

Walterich, der Gründer und erste Abt des Klosters, gehörte dem fränkischen Hochadel an und kam um 796 nach Murrhardt. Die historische Forschung nimmt teilweise an, er sei illegitimer Sohn Kaiser Karls des Großen und somit ein Halbbruder Ludwigs des Frommen gewesen. Walterich spielte während Ludwigs Herrschaft eine bedeutende Rolle als Teilnehmer an kaiserlichen Gesandtschaften und Reichsversammlungen. Er soll auch Beichtvater des Kaisers gewesen sein. Nach seinem Tode 840 wurde er in Murrhardt in St. Marien beigesetzt. Legenden ranken sich um Walterich: dass er ein wundertätiger Mann gewesen sei und vielerlei Krankheiten habe heilen können. Sein Ruf verbreitete sich deshalb weit umher. Nach Walterichs Tod kam eine Wallfahrt zu seinem Grab in der Kirche auf, mit Pilgern aus nah und fern. Diese Wallfahrt fand alljährlich in der Karwoche statt und brachte dem Städtchen schon im Mittelalter großen „touristischen“ Zulauf.
Walterich wurde vom Volk als Schutzherr der Gebrechlichen verehrt. Der Klostervogt Graf Berthold von Wolfsölden betrieb seine Seligsprechung, die um 1226/27 erfolgte. Er wurde jedoch nie heiliggesprochen.
Im Rahmen der Reformation 1534 wurde die Leutkirche des Klosters, da St. Maria nunmehr zu katholisch klang, in Walterichskirche umbenannt und als Friedhofskirche weiter genutzt. 1612 zerschlug man die „wundertätige“ Grabplatte und verwendete die Teile zu einem Opferstock, der neben dem Haupteingang der Walterichskirche in die Wand eingemauert ist. Der alte Wunderglaube sprang auf den neuen Opferstock über. 1801 ließ der damalige Prälat die Bruchstücke der Grabplatte entfernen und das Grab verdecken, um der „katholischen“ Wallfahrt endlich den Garaus zu machen.
Die seit der Reformation nun evangelische Karfreitagswallfahrt bestand bis in die 1950er Jahre. Um den Leidensweg Christi nachzuempfinden, erklomm man auf Knien rutschend den Kirchenhügel über die „Büßertreppe“. Sie wurde Mitte des 20. Jahrhunderts entfernt.
Große Bedeutung hat die holzgeschnitzte Passionsdarstellung „Der Ölberg“ aus dem Jahre 1512, die noch heute, immer von Karfreitag bis Ostern, an der Walterichskirche zu besichtigen ist.
Die Kirche ist Station des Jakobswegs (siehe Wege der Jakobspilger#Bayern und Baden-Württemberg).

### Seit der Industrialisierung

Postkarte von Murrhardt von 1911

Zu Beginn des 19. Jahrhunderts waren die wirtschaftlichen Verhältnisse im neu errichteten Königreich Württemberg noch ärmlich. Die Napoleonischen Kriege lasteten wegen durchziehender und in der Stadt Quartier nehmender Truppen schwer auf der Bevölkerung. 1806 wurde das Klosteramt aufgelöst und Murrhardt dem Oberamt Backnang unterstellt. 1838 wurde mit dem Kameralamt (Finanzamt) die letzte überregionale Behörde ebenfalls nach Backnang verlegt. Die öffentlichen Einrichtungen, also Kloster und herzogliche Ämter, die in früheren Zeiten die Wirtschaft der Stadt belebt hatten, fielen nunmehr weg. Dennoch wuchs die Bevölkerung; um 1830 überschritt sie die Zahl 2000; mehr und mehr entwickelten sich Handel, Handwerk und Gewerbe.

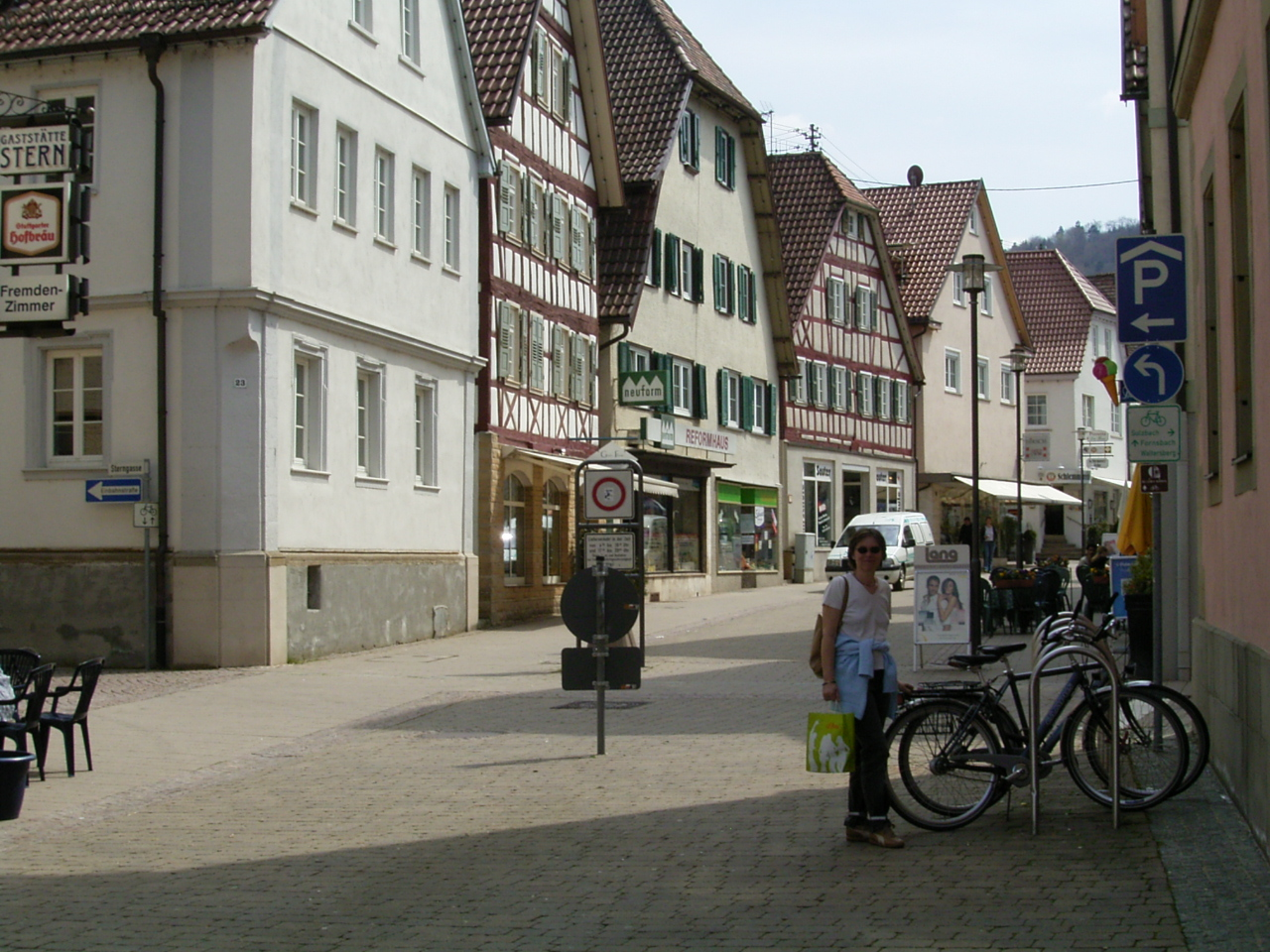
Murrhardter Altstadt im Jahr 2006

In Murrhardt gab es schon damals freiheitlich-demokratisch gesinnte Bürger, der bekannteste war der Schlossermeister Ferdinand Nägele (1808–1879). Im März 1848 wurde er als einziger Handwerker zum Abgeordneten der Nationalversammlung in die Frankfurter Paulskirche gewählt, das erste durch Volkswahl bestimmte Parlament Deutschlands. Nägele gehörte zur damaligen politischen Linken. Er forderte einen kostenlosen Schulbesuch für Kinder und eine allgemeine Bewaffnung des Volkes. Nägele lehnte die Monarchie ab und gehörte den Großdeutschen an, die ein vereintes Deutschland unter Einbeziehung Österreichs forderten. Nägele gehörte auch dem so genannten Rumpfparlament an, das bis Juli 1849 in Stuttgart tagte. Als ihn nach dem Scheitern der Deutschen Revolution die Murrhardter 1853 zum Stadt-Schultheiß wählten, durfte Nägele auf Geheiß des königlich-württembergischen Innenministeriums das Amt nicht antreten. Er stritt gleichwohl weiter für den Anschluss von Murrhardt an das Streckennetz der Württembergischen Eisenbahn. Bis dahin war Murrhardt schlecht an die Verkehrswege angeschlossen. Im September 1843 war eine Postexpedition im Gasthof Sonne eingerichtet worden – seither hieß er Sonne-Post. Die Waren wurden meistens auf Pferdefuhrwerken transportiert. Der Anschluss des Murrtals an das Netz der Württembergischen Staatsbahnen erfolgte 1878. Da erreichte die Murrtalbahn Murrhardt. Es war ein Wendepunkt in der Geschichte der Stadt, zumal das Holz, Hauptprodukt der Gegend, durch den Bahntransport konkurrenzfähig wurde. 1996 wurde die Strecke elektrifiziert. Ein Anschluss an das Stuttgarter S-Bahn-Netz wurde aus Kostengründen bisher nicht verwirklicht. Im Oktober 2005 fuhren wegen einer Streckensperrung bei Fichtenberg zwei Tage lang S-Bahn-Züge Murrhardt an.

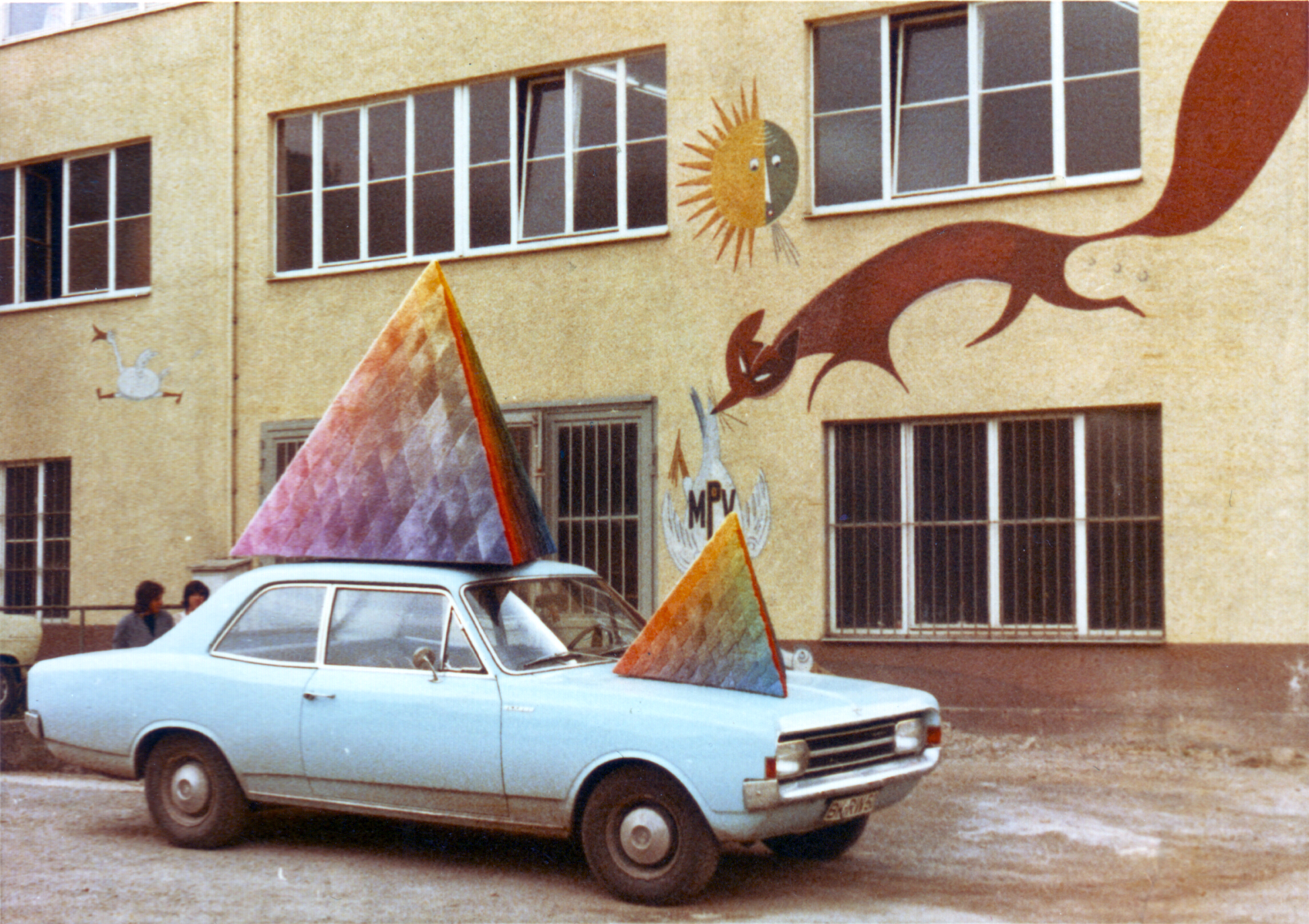
Gebäudeteil der Murrhardter Pelzveredlung – MPV, davor ein Auto mit Fell-Farbmustern, wohl Exponate für die Frankfurter Pelzmesse. Wandmalerei nach Günther Strupp (ca. 1980).

Durch die Nachbarschaft zur Gerberstadt Backnang entwickelte sich Ende des 19. Jahrhunderts am Ort die namhafte Lederproduktionsfirma Louis Schweizer, deren Industriebau an der Fritz-Schweizer-Straße noch heute das Stadtbild prägt. Nachdem die Fertigung schon in den 1970er Jahren in Backnang eingestellt worden war, geschah wegen der zu niedrigeren Kosten produzierenden ausländischen Konkurrenz ebendies 2002 auch in Murrhardt.
Nach dem Zweiten Weltkrieg gründeten die Lederfabrikanten Fritz und Richard Schweizer, zusammen mit dem aus dem Pelzzentrum Leipzig kommenden Rauchwarenhändler Richard Franke (1901–1976) und dessen Partner Walter Würker und den Gebrüdern Ohanian, in den Räumen der Lederfabrik eine Pelzzurichterei und Pelzveredlung, die Murrhardter Pelzveredlung – MPV. Unter verschiedenen Geschäftsführern entwickelte sich das Unternehmen, mit verschiedenen Schwesterfirmen und Beteiligungen (Handel: Ofra Rauchwaren OHG., Pelzkonfektion: WEPE, Pellio GmbH, und Pighetti) mit Pelzkonfektion, schnell zu einem führenden der Pelzbranche. Die Belegschaft der Pelzveredlung wuchs zeitweise auf über 300, bereits 1951 lag der Umsatz über 1,5 Millionen. Früh kam es zur Zusammenarbeit mit der am Ort ansässigen Kürschnerei Walter Pighetti. In der Zeit des nachlassenden Pelzumsatzes wurde auch hier, bei allgemein rückläufigem Pelzumsatz etwa ab 1980, die Produktion im Vergleich zum Ausland zu teuer. Im Dezember 2015 wurde die Murrhardter Pelzveredlung – MPV wegen Insolvenz aufgelöst. Noch 2024 befindet sich jedoch das, aus demselben Familienkreis stammende, Pelzveredlungs-Unternehmen Fell-Union GmbH in den Räumen der Lederfabrik.
Ende des 19. Jahrhunderts gründete die ortsansässige Familie Soehnle die gleichnamige Waagen-Firma (früher Fa. Epstein). Das Unternehmen brachte in den 1930er Jahren eine Säuglingswaage, die sogenannte „Reformwaage“ auf den Markt. Nach dem Zweiten Weltkrieg entwickelte sie sich zu einem Industrieunternehmen. Sie war mit Produktionsstandorten in Murrhardt und in der Schweiz bis 2002 im Familienbesitz. Dann kam sie durch einen wirtschaftlichen Notverkauf an die Leifheit AG in Nassau. Aus Kostengründen wurde die Produktion von Haushalts- und Personenwaagen 2005 in Murrhardt aufgegeben und nach Nassau verlagert. Der Markenname lebte weiter. Durch ein Management-Buy-out verblieb der Waagenbau für Industrie, Handel, Gewerbe und Medizin unter der Firmierung Soehnle Professional GmbH & Co. KG zunächst in der Stadt; 2008 wurde dieser nach Backnang verlagert.

#### Murrhardt in der NS-Zeit
Nach der Ernennung Adolf Hitlers zum Reichskanzler und der Machtergreifung der NSDAP am 30. Januar 1933 wurde die Hauptstraße in „Adolf-Hitler-Straße“ umbenannt; Hakenkreuzfahnen wurden an staatlichen Feiertagen aufgezogen und „braune Bataillone“ hielten Umzüge ab.
Am 22. Dezember 1934 stießen auf der eingleisigen Bahnstrecke zwischen Murrhardt und Sulzbach an der Murr bei Schleißweiler zwei Dampfzüge frontal zusammen. Ursache des Unglücks war ein Signalfehler; zehn Menschen starben. Der Unfall gilt als „dunkelste Stunde“ der Murrbahn.
Mit der Kreisreform während der NS-Zeit in Württemberg gelangte Murrhardt 1938 zum Landkreis Backnang.
Im Zweiten Weltkrieg wurden Murrhardt und seine Teilorte mehrfach angegriffen, wobei besonders die Bahnanlagen getroffen wurden. Ende 1944 bezog das württembergische Innenministerium die Murrhardter Stadthalle. Im April 1945, nach der Besetzung Württembergs durch die Amerikaner, wurde sie zum Feldlazarett. Der Gastwirt und Metzgermeister Wilhelm Mauser verhinderte mit der Entwaffnung eines Volkssturm-Mannes und seiner Hitlerjungen eine Verteidigung und damit die Zerstörung der Stadt. Mauser war ehemaliger kaiserlicher Marineinfanterist in Tsingtau/China, ehemalige deutsche Kolonie Kiautschou. Grund seines Eingreifens war die vorangegangene fast völlige Zerstörung von Fornsbach (Nachbarort) durch Artillerie und Luftwaffe der Amerikaner nach einem Verteidigungsversuch durch deutsche Truppen. Die Amerikaner rückten am 19. April 1945 in Murrhardt ein. 

#### Nachkriegszeit
Murrhardt wurde Teil der Amerikanischen Besatzungszone und gehörte zum neu gegründeten Land Württemberg-Baden, das 1952 im Bundesland Baden-Württemberg aufging.

Gasthof Sonne-Post
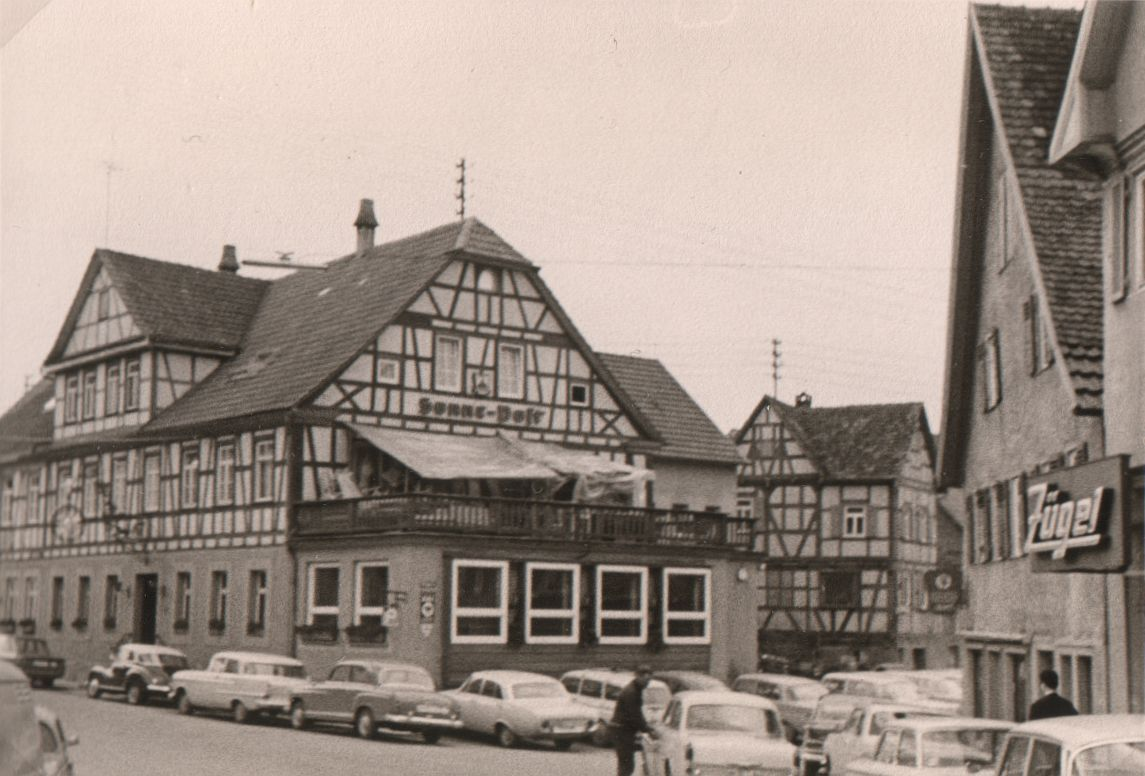
1965
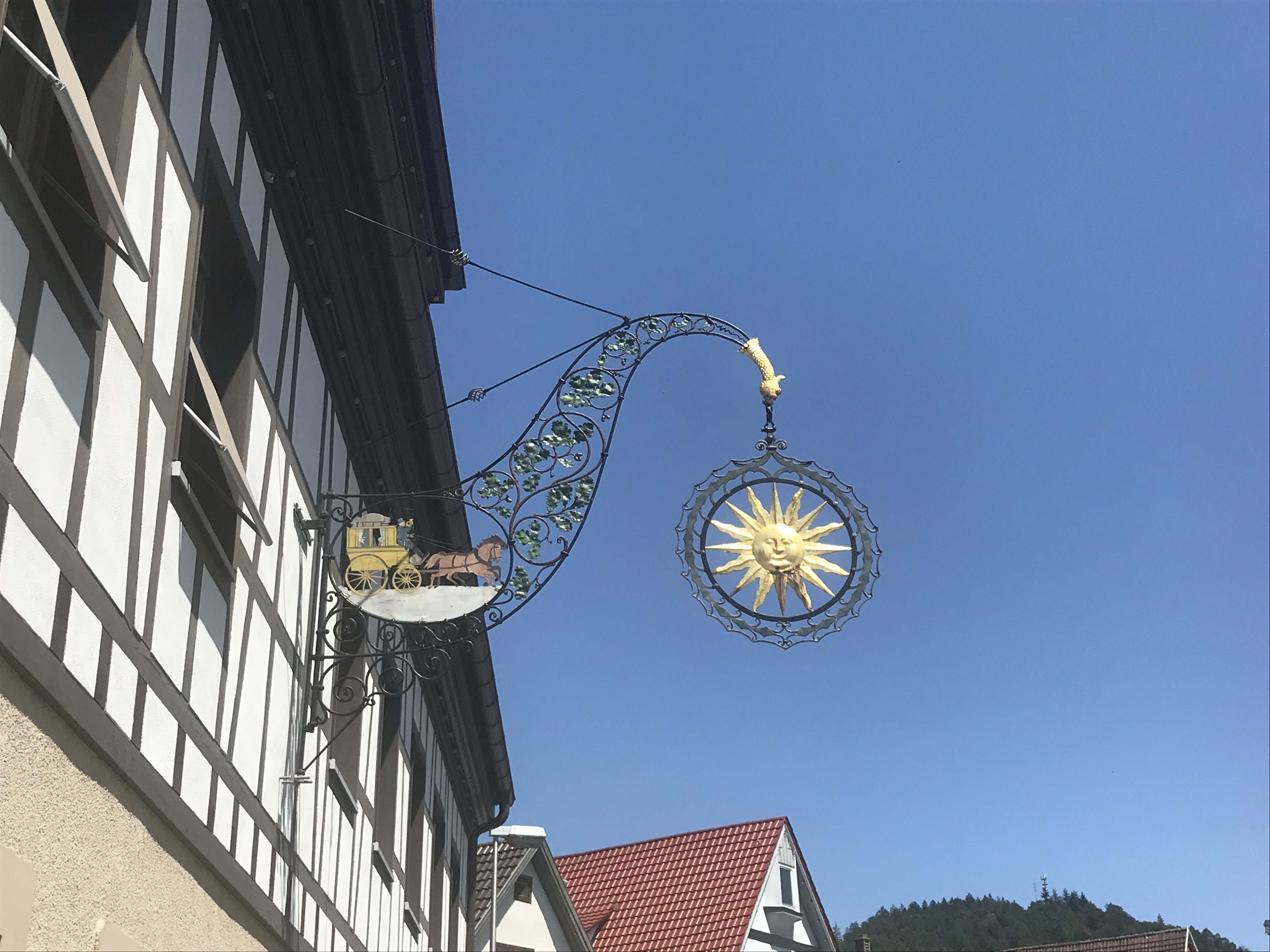
2023

Weit bekannt war im 20. Jahrhundert der Gasthof „Sonne-Post“ mit seiner gehobenen Gastronomie. Am 20. Juni 1945 fand hier die Landrätekonferenz statt, mit den Landräten Nordwürttembergs aus der amerikanisch besetzten Zone. Sie wird als Beginn der demokratischen Neuordnung in Württemberg angesehen. Während der WM 1974 nahm die polnische Fußballnationalmannschaft in Murrhardt in der „Sonne-Post“ Quartier, da sie zwei ihrer drei Erstrundenspiele im Stuttgarter Neckarstadion austrug. Ihr Trainingsplatz war das Murrhardter Trauzenbachstadion. 1994 wurde der Gasthof „Sonne-Post“ von der Stadt Murrhardt gekauft. In dem Gebäude waren neben dem Bofingersaal, der für Gemeinderatssitzungen genutzt wird, zahlreiche Vereine untergebracht. Im Jahr 2016 wurde das Gebäude in historischem Gewand im Zusammenhang mit einer Wohnanlage für betreutes Wohnen in dem Quartier neu errichtet.

### Eingemeindungen und Kreisreform
Am 1. Juli 1971 wurden im Zuge der Gemeindereform die zuvor selbstständigen Gemeinden Fornsbach und Kirchenkirnberg in die Gemeinde Murrhardt eingemeindet.
1973 erfolgte die Kreisreform in Baden-Württemberg, bei der Murrhardt zum Rems-Murr-Kreis kam.

## Religionen

### Evangelische Kirche
Seit der Reformation ist Murrhardt evangelisch geprägt. Um 2020 waren 54 % der Einwohner evangelisch.
Zur evangelischen Kirchengemeinde gehören die Stadtkirche mit der Walterichskapelle und die auf einer Anhöhe gelegenen Walterichskirche. Ferner gehört auch die Auferstehungskirche in Vorderwestermurr zur Kirchengemeinde.

### Evangelisch-methodistische Kirche
Durch Missionare wie Christoph Gottlob Müller entstanden im 19. Jahrhundert in ganz Württemberg Evangelisch-methodistische Gemeinden. In Murrhardt befindet sich direkt am Feuersee, die evangelisch-methodistische Friedenskirche (Friedensstraße 7).

### Römisch-katholische Kirche
Im Jahre 1870 wohnten nur etwa 20 Katholiken in Murrhardt. Nach dem Zweiten Weltkrieg waren viele katholische Heimatvertriebene und Flüchtlinge aus den ehemaligen deutschen Ostgebieten aufgenommen worden. Die katholische Gemeinde, vorher zu Oppenweiler gehörend, ist seit 1957 eigenständig. Der 1969 eingeweihte katholische Kirchenneubau wurde, wie die Stammkirche Mainhardts aus dem 8. Jahrhundert, als St. Marien geweiht. Zur römisch-katholischen Konfession bekennen sich heute ca. 23 % der Einwohner.

### Freikirche der Siebenten Tags Adventisten
Es besteht eine Freikirche der Siebenten Tags Adventisten. Ihre Gotteshaus befindet sich in der Brennäckerstraße 38.

### Neuapostolische Kirche
In Murrhardt existiert auch eine neuapostolische Gemeinde. Ihre Kirche befindet sich in der Römerstraße, Hausnummer 10.

### Sonstige
In Fornsbach befindet sich im Gewerbegebiet Hauen ein Gemeindehaus (Königreichssaal) der Zeugen Jehovas.
Durch Zuwanderung entstand eine türkisch-islamische Gemeinde. Die DİTİB betreibt eine Moschee in der Chemnitzer Straße, die nach Mehmet Akif Ersoy benannt ist.

## Politik

### Gemeinderat
Der Gemeinderat in Murrhardt hat 18 Mitglieder. Er besteht aus den gewählten ehrenamtlichen Gemeinderäten und dem Bürgermeister als Vorsitzendem. Der Bürgermeister ist im Gemeinderat stimmberechtigt. Die Kommunalwahl am 9. Juni 2024 führte zu folgendem vorläufigen Endergebnis.
| Parteien und Wählergemeinschaften | Parteien und Wählergemeinschaften                                   | % 2024  | Sitze 2024 | % 2019  | Sitze 2019 | Kommunalwahl 2024 %403020100 34,75 %33,56 %19,06 %12,62 % CDU-FWVULMD/ALSPDGewinne und Verlusteim Vergleich zu 2019 %p 6 4 2 0 −2 −4 −6+1,58 %p+5,74 %p−5,95 %p−1,38 %pCDU-FWVULMD/ALSPD |
| CDU-FWV                           | Christlich Demokratische Union Deutschlands/Freie Wählervereinigung | 34,75   | 6          | 33,17   | 6          | Kommunalwahl 2024 %403020100 34,75 %33,56 %19,06 %12,62 % CDU-FWVULMD/ALSPDGewinne und Verlusteim Vergleich zu 2019 %p 6 4 2 0 −2 −4 −6+1,58 %p+5,74 %p−5,95 %p−1,38 %pCDU-FWVULMD/ALSPD |
| UL                                | Unabhängige Liste                                                   | 33,56   | 6          | 27,82   | 5          | Kommunalwahl 2024 %403020100 34,75 %33,56 %19,06 %12,62 % CDU-FWVULMD/ALSPDGewinne und Verlusteim Vergleich zu 2019 %p 6 4 2 0 −2 −4 −6+1,58 %p+5,74 %p−5,95 %p−1,38 %pCDU-FWVULMD/ALSPD |
| MD/AL                             | Murrhardter Demokraten/Alternative Liste – Bündnis 90/Die Grünen    | 19,06   | 4          | 25,01   | 4          | Kommunalwahl 2024 %403020100 34,75 %33,56 %19,06 %12,62 % CDU-FWVULMD/ALSPDGewinne und Verlusteim Vergleich zu 2019 %p 6 4 2 0 −2 −4 −6+1,58 %p+5,74 %p−5,95 %p−1,38 %pCDU-FWVULMD/ALSPD |
| SPD                               | Sozialdemokratische Partei Deutschlands                             | 12,62   | 2          | 14,00   | 3          | Kommunalwahl 2024 %403020100 34,75 %33,56 %19,06 %12,62 % CDU-FWVULMD/ALSPDGewinne und Verlusteim Vergleich zu 2019 %p 6 4 2 0 −2 −4 −6+1,58 %p+5,74 %p−5,95 %p−1,38 %pCDU-FWVULMD/ALSPD |
| Gesamt                            | Gesamt                                                              | 100 %   | 18         | 100 %   | 18         | Kommunalwahl 2024 %403020100 34,75 %33,56 %19,06 %12,62 % CDU-FWVULMD/ALSPDGewinne und Verlusteim Vergleich zu 2019 %p 6 4 2 0 −2 −4 −6+1,58 %p+5,74 %p−5,95 %p−1,38 %pCDU-FWVULMD/ALSPD |
| Wahlbeteiligung                   | Wahlbeteiligung                                                     | 55,15 % | 55,15 %    | 53,85 % | 53,85 %    | Kommunalwahl 2024 %403020100 34,75 %33,56 %19,06 %12,62 % CDU-FWVULMD/ALSPDGewinne und Verlusteim Vergleich zu 2019 %p 6 4 2 0 −2 −4 −6+1,58 %p+5,74 %p−5,95 %p−1,38 %pCDU-FWVULMD/ALSPD |

### Stadtschultheißen und Bürgermeister
- 1810: Andreas Heinrich[32]
- 1828: Schreyvogel[33]
- 1854: Griesinger[34]
- 1887: Zügel[35]

Am 17. Juli 2011 wurde Armin Mößner (CDU) im ersten Wahlgang mit 66,42 % der Stimmen zum Bürgermeister gewählt. Der kandidierende bisherige Amtsinhaber Dr. Gerhard Strobel erreichte 28,90 % der Stimmen. Hans-Joachim Rosenthal erreichte 3,94 % der Stimmen. Am 21. Juli 2019 wurde Armin Mößner mit 83,7 % der abgegebenen Stimmen wiedergewählt.

### Wappen
| Wappen der Stadt Murrhardt | Blasonierung: „In Silber (Weiß) auf grünem Boden eine grüne Tanne, an deren Stamm sich beiderseits je ein widersehender schwarzer Wolf aufrichtet.“ |
| Wappen der Stadt Murrhardt | Wappenbegründung: Das Wappen ist traditionell und hat sich im Laufe der Jahrhunderte mehrfach verändert. Nachdem zunächst ein Abtsstab zu sehen war (später mit Velum), kamen im 17. Jahrhundert zwei Wölfe hinzu. Ende des 19. Jahrhunderts wurde der Abtsstab durch die Tanne ersetzt, welche redend für den Murrhardter Wald steht und damit auf den Namen der Siedlung (873: Murrahart) bezogen werden kann. |

### Banner
|  | 00Banner: „Das Banner ist schwarz-weiß-grün gespalten mit dem aufgelegten Wappen oberhalb der Mitte.“ |

### Ort der Vielfalt
Am 23. September 2008 erhielt die Stadt von der Bundesregierung den Titel „Ort der Vielfalt“ verliehen.

### Städtepartnerschaften
Murrhardt unterhält seit dem 24. September 1966 eine Partnerschaft mit der Gemeinde Château-Gontier im Nordwesten Frankreichs. 1983 wurde der Partnerschaftsvertrag mit Frome in England unterschrieben, nach der Wiedervereinigung folgte 1990 das sächsische Rötha.
Im Jahre 2008 haben die Partnerstädte Château-Gontier, Frome und Murrhardt die Verbindung zur neuen Partnerschaftstadt Rabka-Zdrój im Süden Polens hergestellt. Am 17. Juli 2009 wurde die Ringpartnerschaft zwischen den vier Städten bei einem Treffen in Polen offiziell besiegelt.

## Bevölkerungsstruktur
Der Ausländeranteil beträgt 11,8 %.

## Kultur und Sehenswürdigkeiten

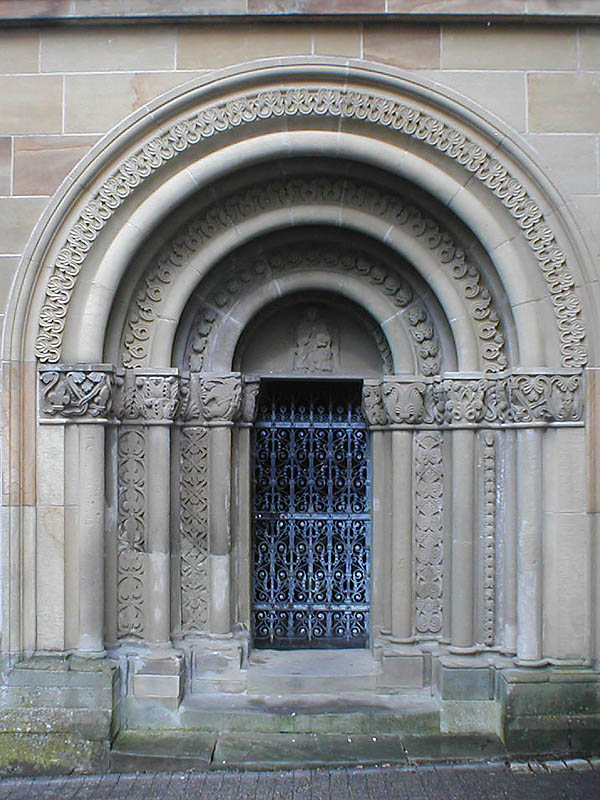
Portal der Walterichskapelle an der Stadtkirche

### Bauwerke
- Die Stadtkirche (ehemalige Klosterkirche) geht auf das 9. Jahrhundert zurück und ist bau- und kunstgeschichtlich von großem Interesse. Die angebaute Walterichskapelle ist eines der bedeutendsten Beispiele für spätromanische Architektur in Südwestdeutschland.
- Walterichskirche, ehemalige Wallfahrtskirche und Leutkirche des ehemaligen Klosters, mit Ölberg-Schnitzaltar von 1512 an der Außenwand der Kirche. Der Altar ist der Öffentlichkeit nur in der Karwoche bis einschließlich Ostern zugänglich, das Jahr über ist er geschlossen.
- Die Altstadt wird von Fachwerkbauten geprägt.
- Im privaten Carl-Schweizer-Museum sind zoologische und historische Sammlungen (insbesondere zur Römerzeit und zur Klostergeschichte) vereint.
- Die Villa Franck, erbaut 1904 bis 1907 durch die Architekten Paul Schmohl und Georg Stähelin, umgeben von einem 7 ha großen Park der Kunstgärtner Albert Lilienfein Vater & Sohn, ist eine der besterhaltenen Jugendstilvillen Deutschlands; heute Sitz und Veranstaltungsort der „Stuttgarter Saloniker“.
- Städtische Kunstsammlung mit Werken von Heinrich von Zügel, Reinhold Nägele, Thomas F. Naegele, Carl Obenland, Heiner Lucas.
- Das Naturparkzentrum am Marktplatz in Murrhardt beherbergt neben der Geschäftsstelle des Naturparks und einem Informationszentrum eine für Erlebnis- und Naturschau.
- Rümelinsmühle, eine noch in Betrieb befindliche, im Jahre 1799 als Klostermühle errichtete Wassermühle. Das im Jahre 2007 erneuerte Wasserrad treibt die erhaltenen Walzenstühle an.

### Naturdenkmale
- Das Naturdenkmal Hörschbachschlucht ist eine urwaldartige Schlucht mit zwei Wasserfällen.
- Ebenfalls ein Naturdenkmal ist das Felsenmeer, ein Bergsturzgelände mit einer Halde von bis zu mehreren Kubikmetern großen Sandsteinblöcken.

### Kulturfestival
- Seit 1996 findet jedes Jahr das mehrtägige Kultur- und Kleinkunstfestival „Sommerpalast Murrhardt“ statt, das unter Beteiligung eines großen Teils der Murrhardter Bevölkerung ehrenamtlich organisiert und durchgeführt wird.[39]

## Tourismus
Den Touristen bietet Murrhardt zahlreiche Unterkünfte und Freizeitangebote wie
- Freizeitgebiet Waldsee mit Ganzjahres-Campingplatz
- Stadtpark mit Feuersee und naturnahem Kinderspielplatz
- Städtische Kunstsammlung
- Malerweg mit 15 Stationen, der Wohnorte und Wirkungsstätten von Künstlerinnen und Künstlern würdigt, die mit Murrhardt verbunden sind oder waren.[40]
- beheiztes Freibad und Trimm-Dich-Pfad im Trauzenbachtal
- Wohnmobilstellplatz bei der Festhalle

Wanderern bietet Murrhardt Premium-Rundwanderwege (FeenSpuren) mit Namen Waldklingen und Felsenmeer. Wanderziele können der Riesbergturm, Wasserfälle im Hörschbachtal, Grillhütten oder der ökologische Park Wellingtonien sein. Im Ortsteil Fornsbach bietet seine Wanderwelt acht verschiedene Rundwanderwege.
Murrhardt wird vom Limes-Wanderweg des Schwäbischen Albvereins, einem Teilabschnitt des Deutschen Limes-Wanderwegs, durchquert. Auf der Etappe von Rothenburg ob der Tauber bis Rottenburg am Neckar quert der Jakobsweg die Stadt Murrhardt.
Durch die Stadt führt der Deutsche Limes-Radweg. Er folgt dem Obergermanisch-Raetischen Limes über 818 km von Bad Hönningen am Rhein nach Regensburg an der Donau.

## Wirtschaft und Infrastruktur
Die Wirtschaft ist heute bestimmt von mittelständischen Firmen aus Handwerk und Maschinenbau mit meist weniger als 50 Beschäftigten. Die Stadt ist Unterzentrum mit mehreren Bankfilialen, SB-Märkten und einer Fußgänger-Einkaufszone.
Die Robert Bosch GmbH unterhält in der Stadt eine Fertigung von Heimwerkermaschinen und ist der größte Arbeitgeber der Stadt. Der Betrieb ging aus der früheren Firma Spintex hervor.
Bekannte Murrhardter Firmen sind die Friedrich Gampper KG, Hersteller der NIL-Armaturen, und die CWS-boco, früher Erich Schumm GmbH, die eine Großwäscherei von Endlos-Handtuch-Rollen und Fußmatten betreibt. Erich Schumm war nach dem Zweiten Weltkrieg Multi-Unternehmer; unter anderem Erfinder von Esbit und Hersteller von Süßigkeiten. Erich Schumm war auch Gründer des gleichnamigen Seniorenstifts in Murrhardt, das als erstes seiner Art in Süddeutschland gilt.
Viele Bewohner pendeln zur Arbeit nach Backnang, Waiblingen und vor allem Stuttgart, das mit der Bahn in etwa 40 Minuten erreichbar ist.
Der Schuldenstand der Gemeinde beträgt 637 Euro je Einwohner.
Murrhardt ist Mitgliedsgemeinde des Wasserverbands Murrtal. Dessen Aufgabe ist der Hochwasserschutz.

### Energieversorgung
Murrhardt ist an das überregionale Erdgasnetz angeschlossen. Die Stadtwerke Murrhardt, als Eigenbetrieb der Stadt, betreiben das örtliche Erdgasverteilnetz und sind auch Grundversorger. Die Wasserversorgung, das Freibad, der Betrieb von Nahwärmeanlagen und Parkierung sind weitere Geschäftsfelder der Stadtwerke Murrhardt.
Der Grundversorger für Strom ist die Süwag Energie AG mit Sitz in Frankfurt am Main. Das Unternehmen gehört zur RWE Gruppe. Das Stromverteilnetz in Murrhardt betreibt die Syna GmbH in Frankfurt am Main, eine Tochtergesellschaft der Süwag Energie AG. Am 26. September 2013 hat der Gemeinderat mit vier Gegenstimmen den weiteren Betrieb des Stromnetzes an die Syna vergeben. Die EnBW und die Energieversorgung Schönau-Schwäbisch Hall GmbH sind die unterlegenen Bieter um die Stromkonzession. Damit zählt Murrhardt – neben Marbach – zu den größten Gemeinden der Syna im Netzgebiet Ludwigsburg, nachdem die Entscheidungen in Winnenden, Ludwigsburg und Backnang gegen die Erneuerung der Konzessionsverträge mit der Syna getroffen wurden. Zum 1. Oktober 2015 erwarb die neugegründete Netzgesellschaft Murrhardt Netz AG & Co. KG (51 % Stadt Murrhardt, 49 % Süwag Energie AG) das Eigentum am Stromnetz von der Süwag Energie AG, bekam für 20 Jahre die Konzession und verpachtete zurück an die Süwag bzw. Syna.
Murrhardt setzt bei der Wärmeversorgung insbesondere auf Holz. Dazu wurde das Nahwärmenetz erweitert. Für das beispielhafte Engagement für Erneuerbare Wärme zeichnete die Agentur für Erneuerbare Energien Murrhardt als „Energie-Kommune“ aus.

### Verkehr

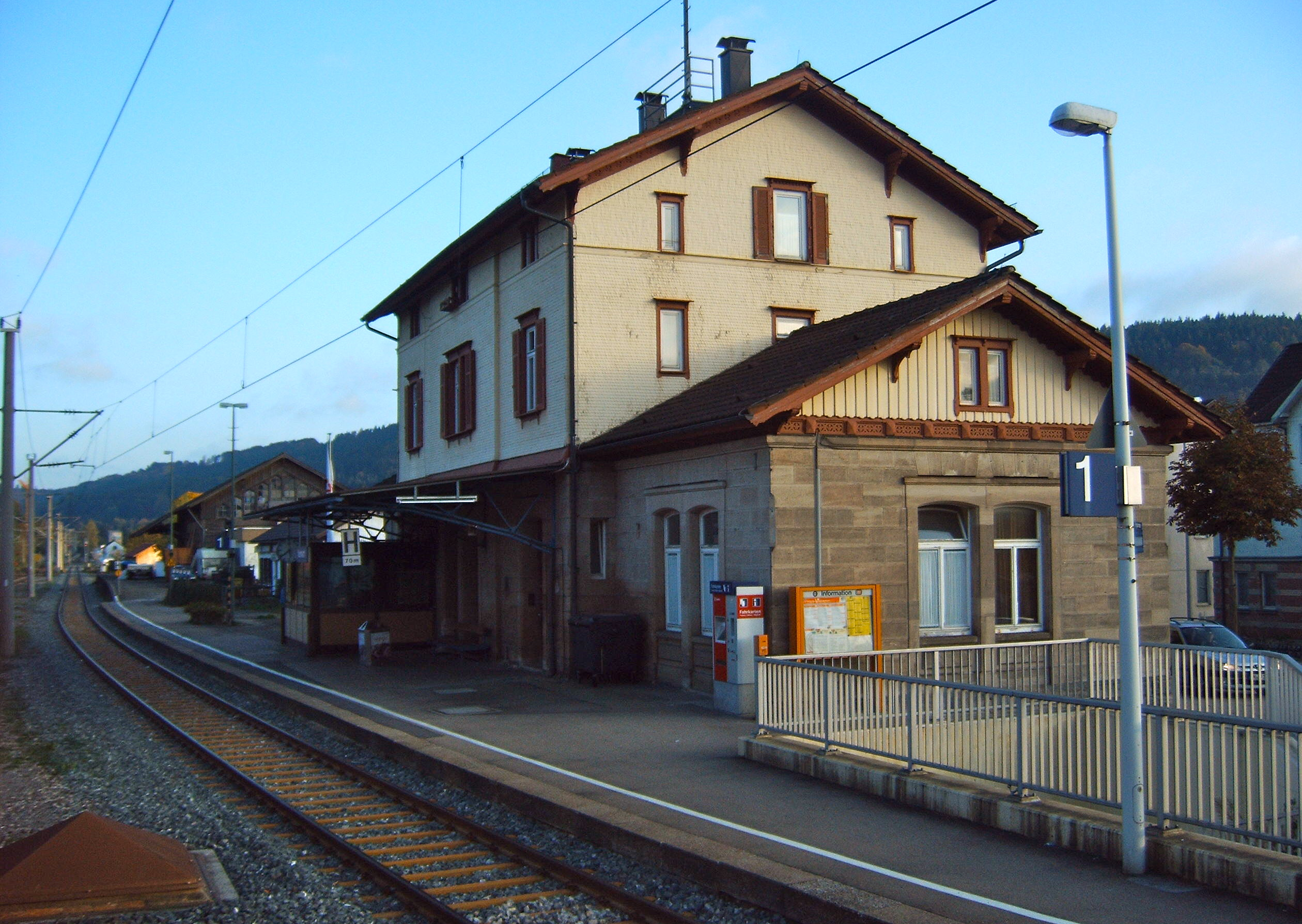
Bahnhof Murrhardt

Murrhardt liegt an der Bahnstrecke Waiblingen–Schwäbisch Hall-Hessental und hat Bahnhöfe im Stadtzentrum und im Stadtteil Fornsbach. Der Bahnhof Murrhardt wird von Montag bis Samstag im Halbstundentakt bedient, der Bahnhof Fornsbach nur stündlich, da dort nur Regionalbahnen halten. Es bestehen Direktverbindungen nach Nürnberg, Crailsheim, Schwäbisch Hall-Hessental, Backnang und Stuttgart. In Backnang besteht Anschluss an die S-Bahnlinie S4 nach Marbach (N) und Ludwigsburg. Mit Wirkung vom 29. Mai 1994 wurde die Wagenladungsabfertigung im Güterverkehr eingestellt und die Kunden zunächst an den Bahnhof Backnang verwiesen.
Der Öffentliche Personennahverkehr wird durch den Verkehrs- und Tarifverbund Stuttgart sichergestellt.
Die Landstraßen L1066 und L1119 queren Murrhardt. Der nächste Autobahnanschluss ist die Anschlussstelle Mundelsheim der Bundesautobahn 81 in ca. 29 km Entfernung über Sulzbach an der Murr und Großbottwar.
Durch eine Alltagsroute aus dem Radnetz Baden-Württemberg ist Murrhardt über Sulzbach an der Murr und Oppenweiler mit Backnang und in der anderen Richtung über Fichtenberg mit Gaildorf verbunden. 
Durch Murrhardt führt der Stromberg-Murrtal-Radweg, der als Fernradweg von Karlsruhe nach Gaildorf führt und damit den Rheinradweg mit dem Kocher-Jagst-Radweg verbindet.

### Bildung
- Heinrich-von-Zügel-Gymnasium
- Walterichschule, eine Grund- und Hauptschule mit Werkrealschule. Seit dem Schuljahr 2007/2008 ist dort eine Ganztagsschule eingerichtet.[47]
- Hörschbachschule, eine Grundschule
- Grundschule Fornsbach
- Herzog-Christoph Schule, eine Förderschule
- Bodelschwingh-Schule, eine Schule für geistig und körperlich behinderte Kinder
- Daniel-Schule, eine adventistische Bekenntnisschule (staatl. genehmigte Grund- und Realschule)

Eine Realschule kann in Sulzbach besucht werden. Das nächstgelegene technische und kaufmännische Gymnasium ist in Backnang. Die nächstgelegenen ernährungswissenschaftlichen Gymnasien sind in Waiblingen und Schwäbisch Hall.
An alternativpädagogischen Einrichtungen bestehen ein vereinsbegleiteter Waldorfkindergarten in der Weststadt sowie ein von der Stadt betriebener Waldkindergarten.

### Medien
Seit 1884 erscheint die Murrhardter Zeitung. Die verkaufte Auflage beträgt 1418 Exemplare. Der Mantelteil wird von den Stuttgarter Nachrichten, der Regionalteil von der Backnanger Kreiszeitung übernommen, die auch die Lokalseiten für Murrhardt erstellt, da die Murrhardter Zeitung keine eigene Redaktion mehr besitzt. Die Zeitung ist das amtliche Bekanntmachungsorgan der Stadt.

## Aus dem Sagenschatz
Sagen und Legenden waren in Murrhardt früher sehr weit verbreitet.
Auf der Flucht vor seinen Söhnen weilte einst Kaiser Ludwig der Fromme im Tal der Murr. In einem Traum sei ihm dann ein vor einem Kreuz kniender Mönch erschienen. Der Mönch gab ihm den Rat, murrabwärts zu reiten. An der Stelle des heutigen Murrhardt habe der Kaiser dann den Heiligen Walterich mit zwölf Gefährten angetroffen. Walterich habe Ludwig Trost gespendet und sei sein Berater geworden. Daraufhin habe er von Ludwig die Erlaubnis erhalten, das Kloster Murrhardt zu gründen. Für den Bau der Klosterkirche sei die Hunnenburg abgetragen worden.
Nach einer alten Sage soll der Geist des Vogts Jakob Hofsess, der 1575 wegen Betrügereien enthauptet wurde, um Mitternacht in der Gestalt eines großen Kalbes, nach einer anderen Sage als großer schwarzer Pudel in gewissen Straßen der Stadt umherstreifen.
An verschiedenen Stellen außerhalb der Stadt (am Katzensteigle, Steinmäuerle und am Forstbühl) soll es nicht geheuer sein. An diesen Stellen sollen Wanderer durch blendende Irrlichter verwirrt worden sein.
In Zeiten der Pest sollen so genannte Erdmännlein (hilfsbereite Zwerge) den Murrhardtern bei der Heuernte geholfen haben. Dabei sollen sie den Menschen geraten haben: „Esst Knoblauch und Bibernelle, so werdet ihr nicht sterben älle.“ Dies sollen die Murrhardter auch getan und die Pest überlebt haben.
Im Ortsteil Klingen befindet sich ein Sühnekreuz. Dort sollen sich zwei Fleischer im Streit um ein Kalb gegenseitig erstochen haben. Dieselbe Geschichte erzählt man sich über ein Sühnekreuz (Metzgerkreuz) im Ortsteil Karnsberg und in Vorderwestermurr. Bei Letzterem sollen ebenfalls Irrlichter aufgetreten sein.

## Persönlichkeiten

### Söhne und Töchter der Stadt
- Otto Leonhard Hofsess (1533–1607), katholischer Priester, Benediktiner und Abt des Klosters St. Januarius in Murrhardt
- Johann Conrad Jacobi (1709–1786), Bürgermeister von Bochum
- Georg Adam Eger (1727–1808), Jagdmaler
- Ferdinand Nägele (1808–1879), Schlosser und Demokrat, Mitglied der Frankfurter Nationalversammlung, Abgeordneter im württembergischen Landtag
- Friedrich Oesterlen (1812–1877), Arzt
- Eduard Wüst (1818–1859), evangelischer Theologe und Pietist
- Heinrich von Zügel (1850–1941), Maler
- Eugen Nägele (1856–1937), Gründungsmitglied des Schwäbischen Albvereins, Vorsitzender des Deutschen Jugendherbergswerkes
- Karl Sträb (1858–1939), Heimatforscher, Ehrenbürger von Michelbach an der Bilz
- Friedrich Losch (1860–1936), Pfarrer und Heimatforscher
- Hermann Losch (1863–1935), evangelischer Geistlicher, Hochschullehrer, Nationalökonom und Präsident des Württembergischen Statistischen Landesamts
- Reinhold Nägele (1884–1972), Maler
- Walther Fuchs (1891–1982), Jurist, Präsident des Verwaltungsgerichtshofs in Stuttgart
- Oscar Zügel (1892–1968), Künstler, Gegner und Verfolgter des NS-Regimes
- Erich Keller (1894–1977), Pfarrer, Schulleiter, NSDAP-Mitglied und Gauredner
- Max Haug (1898–1989), Kommunalpolitiker, Bürgermeister von Tuttlingen
- Ernst Eisenmann (1928–2016), geboren in Kirchenkirnberg, Gewerkschafter
- Rolf Schweizer (* 1932), Archäologe, Museumsleiter, Kommunalpolitiker (SPD)
- Michael Sladek (1946–2024), Arzt, Umweltaktivist und Ökostrom-Unternehmer
- Roland Klenk (* 1952), Kommunalpolitiker (CDU), Bürgermeister von Leinfelden-Echterdingen
- Amadeus Bodis (* 1958), Film- und Theaterschauspieler sowie Geräuschemacher
- Thomas Scheytt (* 1960), Pianist
- Gernot Gruber (* 1963), Politiker (SPD), Abgeordneter im Landtag von Baden-Württemberg
- Ralf Nentwich (* 1982), Politiker (Bündnis 90/Die Grünen), Abgeordneter im Landtag von Baden-Württemberg
- Karoline Wacker (* 1991), Fußballschiedsrichterin

### Persönlichkeiten, die vor Ort gewirkt haben oder wirken

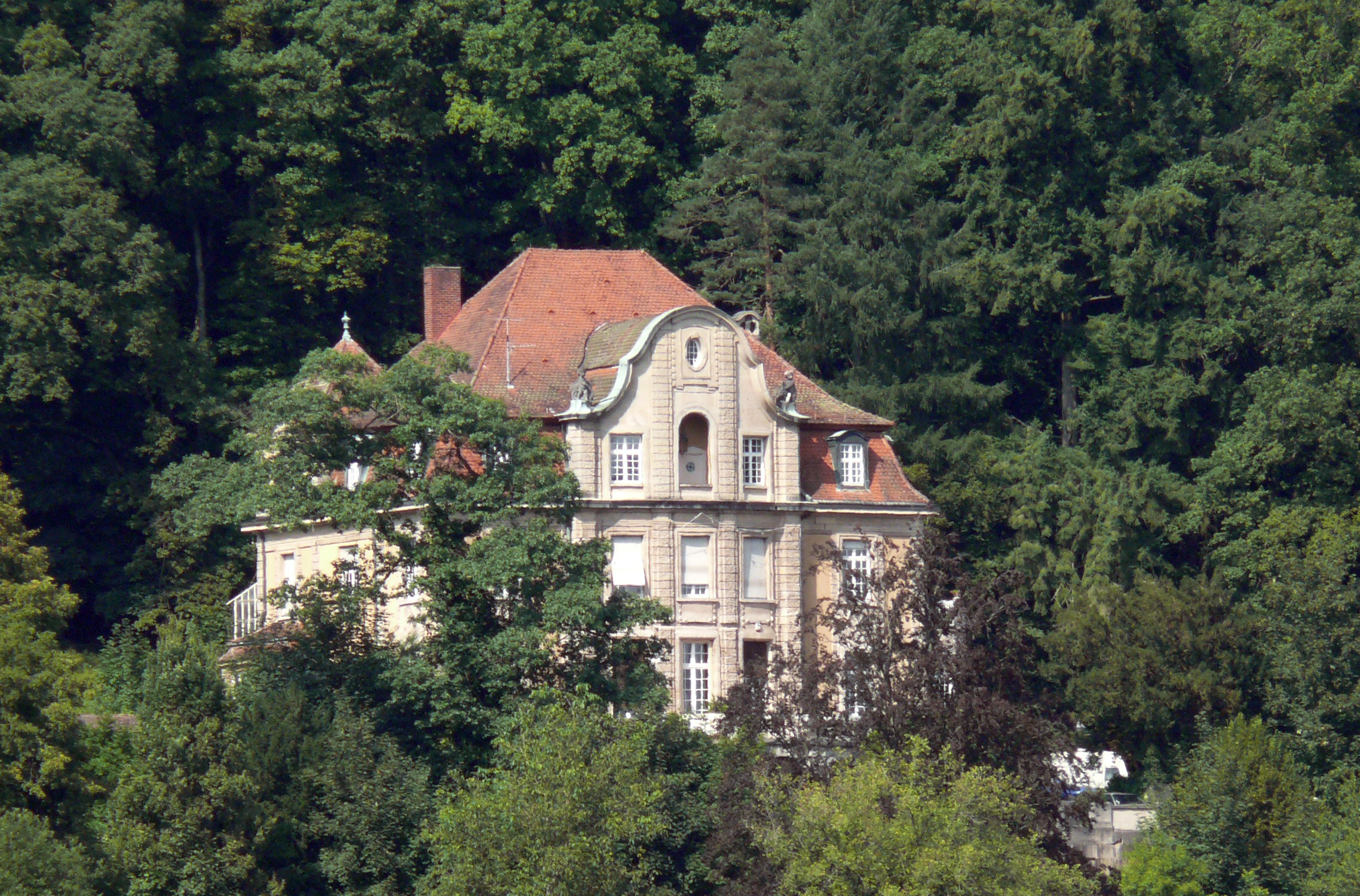
Die Villa Franck, gesehen von der Walterichskirche

- Walterich (um 770–830), Seliger, Benediktiner, Klostergründer und erster Abt des Klosters Murrhardt
- Albrecht von Löwenstein-Schenkenberg (1282–1304), unehelicher Sohn des Königs Rudolf I. von Habsburg, Graf von Löwenstein, Klostervogt, Stadtgründer
- Dietrich von Hohenstein († um 1289),  Abt des Klosters Murrhardt
- Konrad IV. von Maienfels († 1377), von 1365 bis 1374 Abt des Klosters Murrhardt
- Heinrich von Enslingen († 1406), Abt des Klosters Murrhardt
- Johannes von Leuzenbronn der Ältere († 1444), Abt des Klosters Murrhardt
- Johannes von Leuzenbronn der Jüngere († 1460),  Abt des Klosters Murrhardt
- Herbord von Bönnigheim († 1460), Abt des Klosters St. Januarius
- Wilhelm Egen († 1486), Abt des Klosters St. Januarius
- Johannes Schradin († 1501) , Abt des Klosters St. Januarius
- Lorenz Gaul († 1508), Abt des Klosters St. Januarius
- Philipp Renner († 1512), Abt des Klosters St. Januarius
- Oswald Binder (* um 1455/60–1527), katholischer Priester, Benediktiner und Abt des Klosters St. Januarius in Murrhardt
- Martin Mörlin (* um 1490–1548), Abt des Klosters St. Januarius
- Thomas Carlin (* um 1496–1552), Benediktinermönch und Abt des Klosters St. Januarius
- Jakob Hofsess († 1575) Murrhardter Klostervogt und Verwalter
- Emmerich Fünkler († 1643), Abt der Klöster St. Marien in Stade in Niedersachsen sowie St. Januarius in Murrhardt
- Adam Adami (1610–1663), Weihbischof in Hildesheim
- Joseph Huff († 1671) letzter katholischer Abt des Klosters St. Januarius
- Friedrich Christoph Oetinger (1702–1782), evangelischer Abt und Prälat, schwäbischer Pietist und Theosoph
- Johann Adam Groß der Jüngere (1728–1794) war als Städtebauplaner ab 1765 in Murrhardt tätig.[53]
- Christian Hämmerle (1843–1916), Stadtbaumeister, Erbauer des Wolkenhofs und des Progymnasiums (Amtshaus am Klosterhof)
- Robert Franck (1857–1939), Unternehmer („Zichorie Franck“, Kaffeeersatz Caro, Kathreiner, Lindes)
- Theodor Schnitzer (1866–1939), Maler
- Emanuel Hegenbarth (1868–1923), Maler und Zeichner, Schwiegersohn Heinrichs von Zügel
- Willy Zügel (1876–1950), Bildhauer, Sohn Heinrichs von Zügel
- Ernst Moritz Mungenast (1898–1964), Schriftsteller und Journalist
- Erich Schumm (1907–1979), Unternehmer, Erfinder von Esbit
- Carl Obenland (1908–2008), Landschafts- und Porträtmaler
- Rosely Schweizer (* 1940), Unternehmerin (Dr. August Oetker KG) und Politikerin (CDU), ehem. Stadträtin
- Titus Simon (* 1954), Schriftsteller, Sozialarbeiter, Pädagoge, emeritierter Hochschullehrer und Politiker, wuchs in Murrhardt auf

### Ehrenbürger
Die Ehrenbürgerwürde der Stadt Murrhardt wurde bislang neunmal verliehen. (In Klammern das Datum der Verleihung)
- Ferdinand Nägele (1808–1879), Schlossermeister und Demokrat, Mitglied der Frankfurter Nationalversammlung, Abgeordneter im württembergischen Landtag
- Gustav Jäger (1832–1917), Zoologe und Mediziner (14. Juni 1912)
- Heinrich von Zügel (1850–1941), Maler (1920)
- Hermann Losch (1863–1935), evangelischer Geistlicher, Hochschullehrer, Nationalökonom und Statistiker (17. Januar 1923)
- Robert Franck (1857–1939), Industrieller (16. Juli 1924)
- Eugen Nägele (1856–1937), Naturschützer, Pädagoge und Heimatforscher (20. Januar 1926)
- Reinhold Nägele (1884–1972), Maler und Grafiker (5. August 1960)
- Erich Schumm (1907–1979), Unternehmer und Erfinder (9. November 1973)
- Jean Arthuis (* 1944), Politiker (30. November 2000)